# Storia di Creta

## La Creta minoica
La prima civiltà mediterranea risale all'età del bronzo 3000 a.C., e venne definita "minoica", termine derivato dal re Minosse e coniato dall'archeologo britannico Arthur Evans, che riportò alla luce la città di Cnosso a Creta.

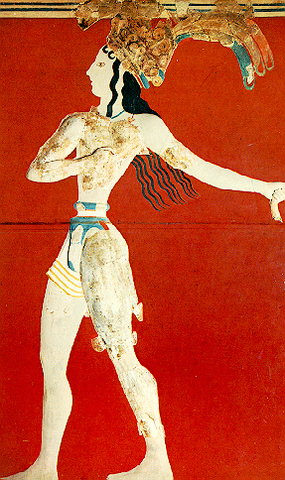
Figura principesca raffigurata nel Palazzo di Cnosso

La vantaggiosa posizione geografica dell'isola favorì il sorgere di un fiorente impero marittimo che dal Mar Egeo controllava una rete commerciale che raggiungeva l'Egitto, la Siria, le regioni a nord del mar Nero e l'Occidente.
La civiltà cretese presenta una scrittura geroglifica cuneiforme denominata "lineare A", che, a differenza della scrittura "lineare B" micenea, non è stata ancora decifrata; una testimonianza di questa scrittura è la tavoletta di Festo.
Il centro economico e politico di Creta erano i palazzi. Possiamo benissimo capire che la popolazione non era propensa alla guerra, poiché le città non erano protette da mura.
Gli affreschi ritrovati nei palazzi (come nel caso di Cnosso) ci mostrano scene di cerimonie religiose, processioni, gare tra atleti (la più famosa era quella del salto del toro chiamata taurocatapsia) a cui anche le donne potevano partecipare come anche in veste di sacerdotesse e nelle processioni e decorazioni con elementi naturalistici. Si pensava che inizialmente si fosse sviluppato un culto della vegetazione. Molti sono infatti i santuari naturali come le grotte, fonti e monti, poiché in origine le cerimonie religiose si svolgevano all'aperto, a contatto con la natura. Solo in seguito alcuni locali vennero dedicati al culto anche all'interno dei palazzi. Sulle divinità minoiche si sa poco: l'unica figura ritrovata è femminile ed è ritratta in tante piccole statuette. In lei gli studiosi riconoscono la grande dea madre che incarna la fertilità; è accompagnata spesso da serpenti, leoni e uccelli.

## La Creta dorica

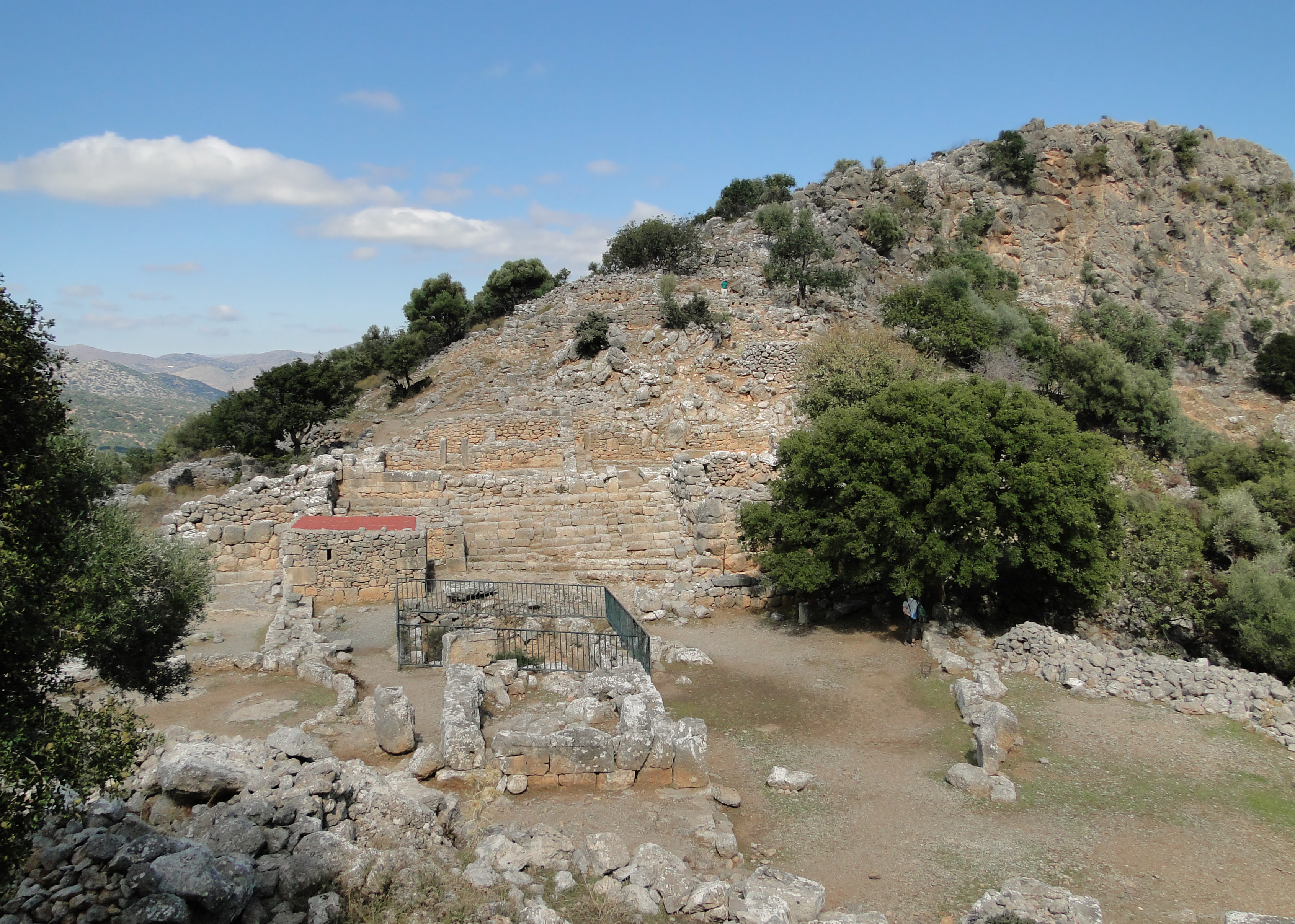
Sito dorico di Lato

Secondo Tucidide, l'invasione della Grecia da parte dei Dori ebbe luogo ottant'anni dopo la presa di Troia. Provenienti dalla regione danubiana, i Dori arrivano in Grecia sia attraverso l'Illiria e l'Epiro, sia attraverso la Tracia e la Macedonia. Le popolazioni in fuga trovano rifugio a Creta e a Cipro  Detorakis 1994, p.39. Creta è a sua volta investita dall'invasione dorica verso il 1100 a.C.  Tulard 1979, p.31. L'invasione è tutt'altro che pacifica: gli scavi mostrano una resistenza dei Cretesi nei principali siti, tra i quali Cnosso, che viene distrutta  Detorakis 1994, p.40. A Karfi, Minoici e Micenei si uniscono e trovano rifugio in questo luogo impervio  Tulard 1979, p.32.,. L'invasione causa nuove migrazioni della popolazione di Creta verso l'Asia minore.
I Dori colonizzano l'isola in modo sistematico, fondando numerose città. Il mito racconta che Teutamo, figlio del re Doro, fonda la prima dinastia dorica di Creta solo una generazione dopo il primo insediamento dorico. La tradizione vuole che i primi coloni fossero Pollis e Delphos da Sparta e Altimene di Argo. I Dorici si dividono in tre tribù: gli Illei, i Dimani e i Pamphili. Altre tribù doriche si stabiliranno più tardi.
I Dori introducono l'uso del ferro, la costruzione dei templi (nella civilltà minoica e micenea i riti religiosi si svolgevano nei palazzi), e la cremazione dei cadaveri.
Minoici, Micenei e Dori si mescolano in una nuova entità etnica e culturale. Tuttavia i discendenti dei Minoici, chiamati anche Eteocretesi (i cretesi puri), sono marginalizzati e si concentrano nell'est di Creta, in maggioranza ridotti allo stato sociale di perieci. Uno studio toponomastico a Creta dimostra che il 70% dei nomi di luogo sono di origine greca, il 20% pelasgico, e 10% cretese.

### Periodo dedalico o rinascimento cretese

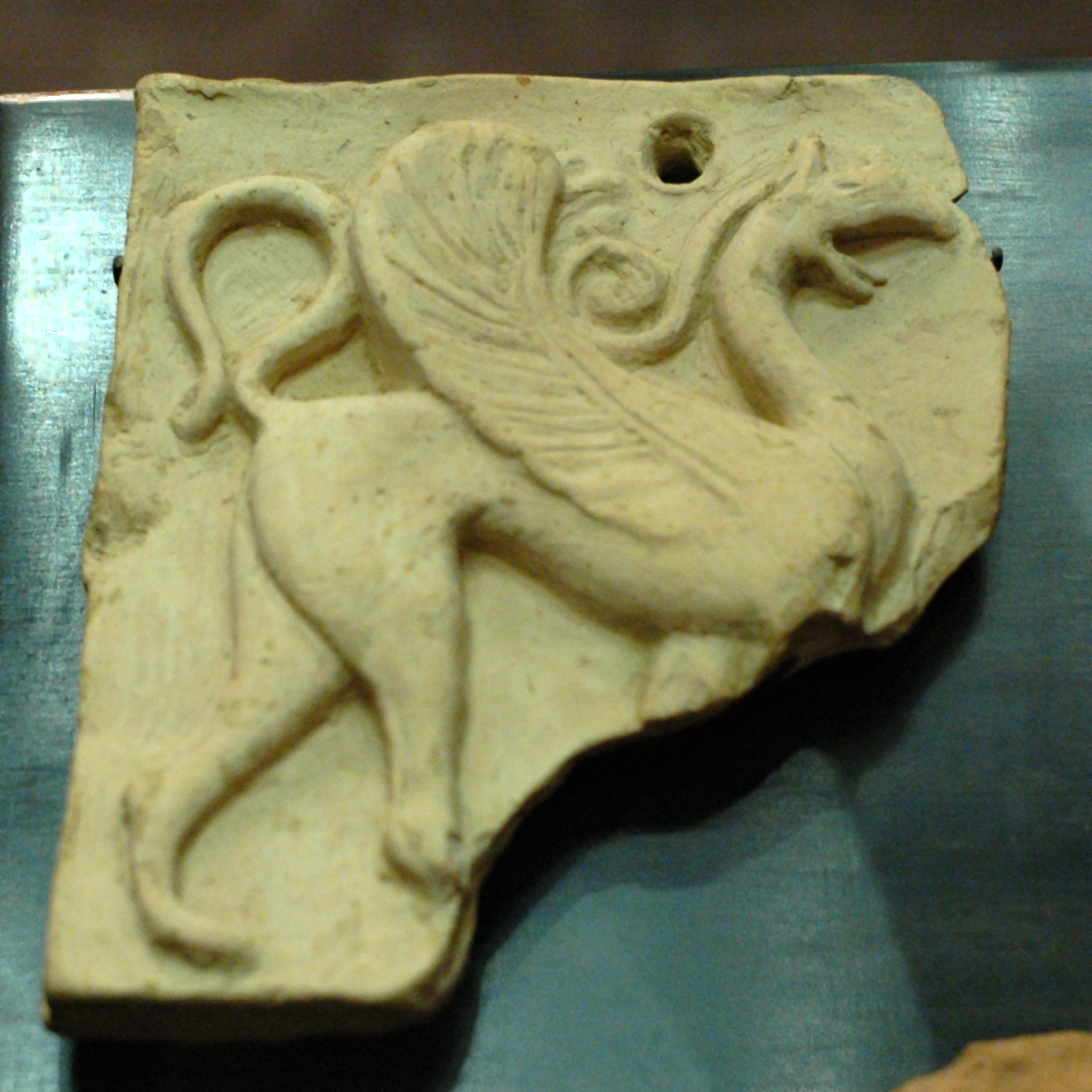
Esempio di opera orientalizzante di epoca dorica: fregio rappresentante un grifone

Nell'ottavo e settimo secolo Creta recupera in parte il suo splendore passato. Il termine dedalico non ha niente a che vedere con il Dedalo di epoca minoica che crea il labirinto: Dedalo è il nome di un artista a cui la tradizione attribuisce l'invenzione degli utensili da scultura e la creazione delle prime statue di marmo. La sua esistenza non è certa, ma si hanno elementi su alcuni suoi allievi come Dipoinos e Skyllis. La caratteristica principale dell'arte dedalica è l'aspetto orientalizzante delle opere. Gli scavi archeologici hanno permesso ritrovamenti importanti tra i quali la Dama di Auxerre.
Il commercio e la navigazione riprendono vigore e Creta partecipa alla grande ondata di colonizzazioni che anima il mondo greco. A partire dal 735 a.C., i Cretesi fondano colonie in Sicilia, Etruria e sulla costa francese presso Marsiglia, dove arrivano cento anni prima dei Focesi. Nel settimo secolo si associano ai Rodesi per fondare le colonie siciliane di Gela e Agrigento, e più tardi fondano Cirene insieme a coloni provenienti da Tera nel 631.
Questa rinascita di Creta è però breve e si interrompe durante il sesto secolo a.C. Due sembrano essere le ragioni del declino, che proseguirà fino alla conquista romana: la progressiva crescita delle città-Stato greche (Atene e Mileto soprattutto) che monopolizzano i commerci nel mediterraneo e le discordie interne, che gettano l'isola in un prolungato stato di crisi..

### Istituzioni e società nel periodo dorico
La società dorica a Creta è organizzata in modi assai simile a quelli di Sparta e di altri centri dorici della Grecia continentale. La popolazione è divisa in tre classi: i cittadini, gli apetairoi e una grande massa di schiavi. I cittadini liberi sono essenzialmente i discendenti dei conquistatori dori e costituiscono l'élite della città-Stato. Hanno il controllo esclusivo in materia militare e politica, sulla base di un sistema fortemente militarizzato. La loro formazione si svolge in modo collettivo: ogni cittadino è membro di una eteria, i cui membri sono compagni d'arme e, come a Sparta, consumano i pasti in comune (sissizi). Le spese sono sostenute in parte dai cittadini in forma individuale e in parte dallo Stato: anche i salariati rurali che coltivano le terre dei cittadini liberi devono versare una certa somma per fare in modo che i cittadini più poveri possano prendere parte alla mensa comune.
Al di sotto dei cittadini sono gli apetairoi (in greco 'fuori dall'eteria'), uomini liberi ma esclusi dalle eterie e dunque privi di diritti politici. Si tratta spesso di ex-cittadini colpiti dalla atimia, di schiavi liberati o anche di stranieri.
La classe servile può essere divisa in due categorie: gli abitanti originari di Creta formano i perieci: sono principalmente contadini che conservano una parte delle loro terre ma pagano tasse ai nuovi padroni dorici, mentre gli schiavi propriamente detti (che formano la classe più numerosa sull'isola) sono cretesi nativi o prigionieri di guerra che coltivano le terre dei cittadini.
Con la conquista dorica sparisce il sistema monarchico patriarcale: sono le grandi famiglie doriche ad amministrare l'isola. Le città sono governate da due organi: i Cosmi e il Consiglio degli Anziani. I cosmi sono in genere dieci. Sono eletti per la durata di un anno dalle grandi famiglie e hanno poteri notevoli sul piano sia civile sia militare: sorveglianza sui costumi, gestione delle finanze, diritti degli stranieri, sono a capo dell'esercito in tempo di guerra e riscoprono i più alti gradi dell'amministrazione civile in tempo di pace. Al termine del mandato, entrano nel consiglio degli Anziani (boulé) come membri a vita. Questo «Consiglio degli Anziani» è di guida ai Cosmi nelle loro decisioni.

## Creta in epoca classica ed ellenistica

### Creta ai margini dei grandi conflitti
Mentre la Grecia conosce il proprio apogeo, Creta rimane ai margini delle vicende storiche principali: non fa parte della federazione marittima ateniese e sfugge all'egemonia spartana. Ci sono scarse fonti riguardo ai rapporti tra l'isola e il resto della Grecia, a parte qualche alleanza tra alcune città: Cnosso e Tilisso con Argo nel 450 a.C., o Litto con Lindo.
Creta è in preda a feroci discordie interne: il carattere montagnoso dell'isola favorisce le divisioni tra i diversi gruppi.. La depressione economica costringe numerosi Cretesi ad arruolarsi come mercenari in eserciti stranieri. Tucidide cita in varie occasioni gli arcieri cretesi dell'esercito ateniese, e più tardi Senofonte ricorda arcieri cretesi tra i Diecimila nella sua Anabasi. A partire dalla guerra del Peloponneso, troviamo mercenari cretesi in tutti gli eserciti del mondo mediterraneo, fino alle conquiste di Giulio Cesare che li definisce Cretenses sagitarii.

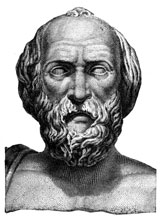
Licurgo avrebbe soggiornato a Creta dove avrebbe tratto ispirazione dalle leggi minoiche per stabilire quelle di Sparta. Secondo Aristotele, il sistema risultante da questo adattamento diede a Sparta un sistema politico assai migliore di quello dei Cretesi.

Anche se i mercenari cretesi prendevano parte ai conflitti del mondo greco, Creta ne rimaneva ai margini. Nel 480 a.C., i Greci minacciati da Serse invitano i Cretesi a unirsi alla loro lotta, ma questi restano indifferenti all'appello prendendo a pretesto un oracolo delfico sfavorevole. Allo stesso modo restano neutrali nella guerra del Peloponneso, perfino dopo l'attacco della flotta ateniese a Kydonia.
Questo distacco dal mondo greco si manifesta anche con l'assenza dei Cretesi dai Giochi Panellenici. I fondisti cretesi avevano una grande reputazione, ma sono assenti dal palmarès dei giochi, tranne nel 448 a.C.
A partire dalla metà del IV secolo a.C. Creta comincia a uscire dal proprio isolamento. L'isola è oggetto di attenzione da parte dei suoi vicini per motivi strategici, ma diventa anche motivo di interesse da parte dei grandi filosofi dell'epoca che si interessano ai diversi modelli politici delle diverse città-Stato. Durante la seconda metà del IV e all'inizio del III secolo a.C., Sparta rappresenta un esempio per i filosofi politici, ed è quindi naturale l'interesse per Creta il cui sistema politico è molto simile a quello spartano. La somiglianza si spiega con l'origine comune dei loro antenati, i Dori. Platone, Aristotele, Callistene e Senofonte, tra gli altri, scrivono di Creta (le opere degli ultimi due non ci sono però pervenute). Platone si dilunga sul sistema educativo e sui pasti in comune. Aristotele ritiene che il cattivo funzionamento del sistema cretese sia compensato dalla sua natura insulare e che, a differenza di Sparta, Creta non debba temere un sollevamento dei suoi perieci. Ma, secondo lui, Sparta è superiore a Creta grazie al miglioramento delle leggi di Minosse portato a termine da Licurgo.
All'epoca di Alessandro Magno, risulta che numerosi mercenari cretesi servono nel suo esercito, e il suo ammiraglio Nearco è un cretese. Ma l'atteggiamento delle città cretesi non è univoco: alcune appoggiano la politica macedone (Cnosso, Gortina, Cidonia), mentre altre sono al fianco degli spartani (Litto). Sparta cerca di suscitare sentimenti anti-macedoni nell'isola attraverso le città sue alleate: così, all'inizio della spedizione asiatica di Alessandro, il re spartano Agide cerca di far sollevare Creta. Fino alla conquista della Fenicia, numerose altre città greche mostrano un desiderio di indipendenza, che però tramonta dopo la battaglia di Isso. Sparta comunque non abbandona i suoi progetti: nel 333 a.C. Agis invia il fratello Agesilao a Creta con l'obiettivo di assumerne il controllo e costringendo così Alessandro a sbarcare un esercito sull'isola per eliminare l'influenza spartana. La flotta, comandata da Anfotero, libera Creta dagli Spartani.

### La Creta ellenistica
Dopo la morte di Alessandro, le discordie interne a Creta sono accentuate dall'influenza dei nuovi Stati ellenistici, che cercano di stabilire relazioni privilegiate con le città cretesi. L'isola si divide in leghe, la cui costituzione è determinata da fattori geografici, etnici e politici. Si ha documentazione di quattro diverse leghe:  Detorakis 1994,  pp. 68-70.  :
- La Lega di Cnosso, la più estesa e importante, che comprendeva una ventina di città[38]
- La Lega di Gortina
- La Lega di Faisto[39]
- La lega delle montagna, che si estendeva nell'estremità sud-occidentale dell'isola

In realtà, nonostante l'esistenza di queste leghe, due sole città libere esercitano una reale dominazione politica e militare sulle altre: Cnosso e Gortina. La rivalità tra di esse permette però anche a Litto e Cidonia di avere –almeno in alcune fasi- un ruolo importante.
Nel terzo secolo tuttavia, davanti alla minaccia esterna dell'Egitto tolemaico, si assiste a uno sforzo di unificazione: nasce il koinon, o assemblea delle città cretesi. La creazione di questo organo può forse datarsi al 221 a.C. quando Cnosso e Gortina concludono un accordo che consente loro un sostanziale controllo sull'isola  Detorakis 1994,  p. 75.  Questa assemblea è costituita da un Consiglio e da un'Assemblea popolare, e si riunisce a Cnosso. Il koinon sembra aver compiuto uno sforzo legislativo e diplomatico, promuovendo accordi tra le città con l'obiettivo di mantenere la pace. Sembra essere esistita anche una sorta di Corte di Giustizia federale, il koinodikaion.

#### Interventi stranieri

##### Egitto tolemaico

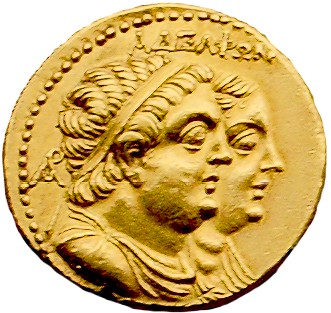
Tolomeo II e Arsinoe

A partire dal 270 a.C., numerose città della parte orientale di Creta sono sotto l'influenza egiziana. La necessità di controllare le rotte marittime del Mediterraneo orientale spinge Tolomeo II a interessarsi a Creta. Una contesa tra le città di Itanos e Praisos per il controllo di un tempio di Giove offre all'Egitto l'occasione di intervenire: su richiesta di Itanos, invia un esercito che resta poi sull'isola. Progressivamente l'influenza si estende al resto dell'isola che finisce col diventare un protettorato egiziano: in alcune città orientali questa situazione dura per circa due secoli, anche quando l'isola nel suo insieme è considerata un protettorato macedone. Infatti non solo l'Egitto, ma anche altri Stati ellenistici si interessano a Creta: Litto è in buone relazioni con il Regno dei Seleucidi. Eleuterna e Hierapytna, inizialmente sotto l'influenza egiziana, firmano tra il 227 e il 224 a.C. un trattato di amicizia con Antigono, re di Macedonia.

##### Filippo V di Macedonia e la guerra di Creta

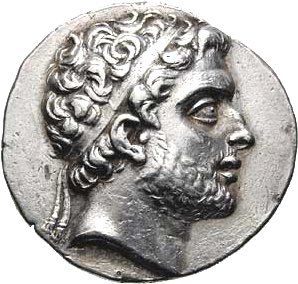
Filippo V di Macedonia

Verso il 220 a.C. Creta è in preda a una guerra civile. L'ambizioso Filippo V vede in Creta una base ideale e un alleato prezioso per i suoi progetti di espansione verso la Grecia e il Mediterraneo orientale. Risponde quindi all'appello di alcune città che lo "pregano" d'intervenire nel conflitto. In breve l'esercito macedone mette fine agli scontri e occupa la parte occidentale, stabilendo un protettorato macedone su Creta nel 217/216 a.C. Filippo è acclamato "patrono di Creta ".
Nel suo disegno espansionistico, Filippo V viene in urto con Rodi, fino ad allora sua alleata ma dotata di una flotta che controlla le rotte marittime e il commercio con l'Oriente. Oltre alla guerra diretta, Filippo intende impiegare contro Rodi l'arma della pirateria: si rivolge allora ai Cretesi, che la praticano abitualmente, e propone loro di rivolgersi contro le navi rodiesi. Nel 205 Creta è diventata una minaccia reale per Rodi, e Filippo, ritenendosi in vantaggio, passa all'azione militare diretta e convince le città cretesi di Olunte e Ierapetra a dichiarare guerra a Rodi. Un tentativo di ottenere l'appoggio dei Romani da parte dei Rodiesi non ha esito: Roma è appena uscita dalla seconda guerra punica e non ha intenzione di impegnarsi subito in una nuova guerra in un'area non prioritaria. Rodi però si assicura il sostegno di Cnosso e di altre città del centro dell'isola, e la guerra si risolve in favore dei Rodiesi che si assicurano il controllo della maggior parte della zona est dove vengono stabilite basi navali in funzione anti-pirateria.

##### Roma
Il controllo della parte orientale di Creta da parte dei Rodiesi aveva messo fine alla pirateria nella regione; i buoni rapporti di Cnosso con Rodi contribuiscono ad assicurare una certa stabilità anche nella zona centrale. Al contrario, la parte occidentale di Creta resta un rifugio sicuro per i pirati, grazie anche al sostegno degli Spartani che continuano a esercitare una notevole influenza nell'area e utilizzano i porti cretesi per la loro flotta. Il re Nabis è alleato dei Romani fino al 196, quando –ritenendo ormai inutile l'appoggio spartano- Roma gli intima di cedere i porti controllati dell'isola.: da questa data si può far cominciare il periodo di influenza romana su Creta. Da qui in avanti Roma interviene nei conflitti locali in qualità di mediatore: così la seconda guerra di Creta (155-153 a.C.) tra Creta e Rodi si conclude con la mediazione dei Romani, richiesta dai Rodiesi.

## La Creta romana

### La conquista
Nel 74 a.C. Marco Antonio Cretico fu messo a capo della flotta del Mediterraneo con l'ordine di occupare Creta. La decisione aveva due motivazioni: i continui danni che i pirati cretesi causavano alle flotte romane, e l'alleanza stabilita da Creta con Mitridate VI, re del Ponto e nemico di Roma. Solo nel 71 a.C. si iniziarono effettivamente le operazioni: benché sulla carta la vittoria sembrasse facile, la flotta romana fu sconfitta e annientata nel braccio di mare tra l'attuale Heraklion e l'isola di Dia. Numerose navi romane furono affondate, e molte altre catturate con i loro equipaggi. Molti prigionieri romani vennero impiccati ai pennoni delle loro navi, e i Cretesi imposero a Marco Antonio una pace così umiliante che il Senato si rifiutò di ratificarla..
I Cretesi però, temendo la reazione romana, cercarono di negoziare, inviando a Roma trenta delegati con l'obiettivo di concludere un'alleanza con Roma. Ma il Senato aveva già deliberato l'occupazione dell'isola. Nel 68 a.C., in una fase favorevole della guerra con Mitridate, Roma intimò ai Cretesi la restituzione dei prigionieri romani, la consegna dei vincitori di Marco Antonio oltre a 300 ostaggi e 400 talenti d'argento.. Davanti al rifiuto, il generale Quinto Cecilio Metello fu incaricato delle operazioni di occupazione; sbarcò a ovest e iniziò una lunga e feroce guerra di assedio, avanzando da ovest a est, sottomettendo all'autorità romana tutti i centri di resistenza e radendo al suolo le città che gli resistevano. Alcune città cretesi si rifiutarono di trattare con lui e offrirono la resa direttamente a Pompeo, che era stato incaricato con la legge Gabinia della guerra contro i pirati. Questo causò forti tensioni tra Cecilio Metello e il legato di Pompeo. Superate queste, Cecilio Metello con la presa di Hierapytna nel 67 a.C. fece un passo decisivo verso la pacificazione dell'isola, ormai sotto completo controllo romano nel 63 a.C. A Metello fu concesso (benché in ritardo per l'opposizione dei pompeiani) il trionfo, e gli fu attribuito il cognomen «Creticus» (il Cretese).

### Amministrazione romana

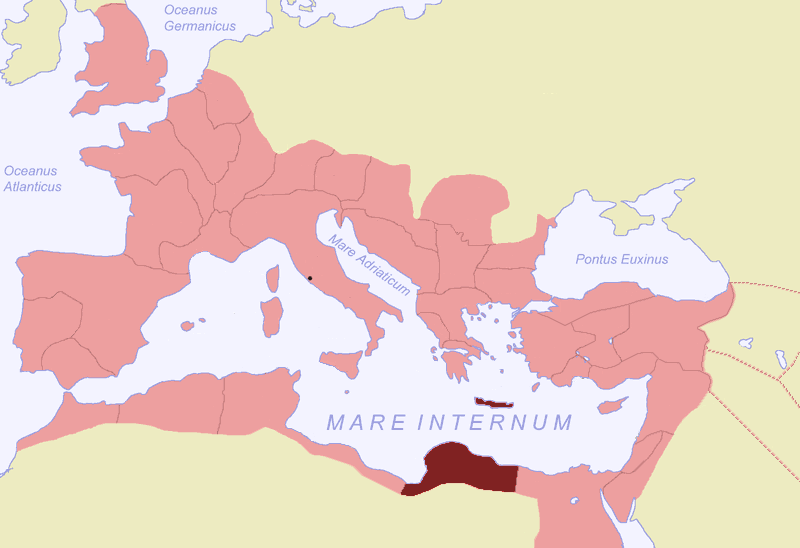
La Cirenaica e Creta nell'Impero romano, circa 120 d.C.

In un primo tempo Creta è associata alla provincia della Cirenaica, ma la situazione muta nei decenni successivi. Cesare separa le due province. È Marco Antonio che le riunisce nuovamente nel 40 a.C. prima di cedere qualche anno più tardi) una parte dell'isola a Cleopatra, insieme a Cirene. Alla fine, nel 27 a.C., Creta e Cirenaica sono nuovamente riunite con Gortina come capitale, e questa situazione dura sino all'epoca di Diocleziano.
Sui siti archeologici non sembra di rilevare grandi cambiamenti legati al trasferimento di autorità ai Romani: un solo complesso di palazzi sembra essere stato distrutto, mentre sono numerose le nuove costruzioni, oltre a strade e acquedotti. Gortina sembra sia stata ricompensata per il suo atteggiamento pro-romano con la designazione a capitale della provincia e con la costruzione di una pretura, di un foro, di un teatro, un odeon, un ninfeo etc. Diventa così la città principale di Creta, e secondo Strabone ha un diametro di 50 stadi (circa 10 km). Cnosso, prima di allora capitale provinciale, è relegata in secondo piano, abitata da militari romani e trasformata in colonia con il nome di Colonia Julia Nobilis. Altre città come Litto e Ierapitna si sviluppano e, come Gortina, sono arricchite di fori e templi. Sulla costa meridionale si sviluppano piccoli porti che servono da scalo alle galere che percorrono le rotte verso l'Asia minore e l'Egitto.

### Sorgere del Cristianesimo
È durante il periodo romano che il Cristianesimo fa la sua comparsa sull'isola. La sua evangelizzazione e l'organizzazione della Chiesa sull'isola sono attribuite a san Paolo. Questi sarebbe sbarcato a Creta per la prima volta, a causa di una tempesta, sulla costa meridionale, a Kali Limenes («i bei porti»). Sarebbe poi ritornato dopo il suo primo periodo di prigionia e avrebbe lasciato a Creta il proprio discepolo Tito, primo vescovo di Gortina e -secondo la tradizione- cretese di nascita. Egli avrebbe diviso l'isola in nove diocesi, anche se le fonti (datate al VI secolo) descrivono forse l'organizzazione in un'epoca successiva a Tito. Il Cristianesimo incontra forti resistenze soprattutto da parte della comunità ebraica. Il successore di Tito, Filippo, riesce a evitare le persecuzioni romane contro i cristiani: tuttavia, le persecuzioni dell'imperatore Decio nel 250 sembrano essere state particolarmente dure a Creta. Le vittime di questa persecuzione sono chiamati i “Dieci Santi” (Agioi Deka). Lo stesso Cirillo, vescovo di Gortina, è martirizzato: secondo la tradizione, salvato in un primo tempo miracolosamente dalle fiamme, viene poi decapitato. Il primo grande monumento cristiano, la basilica di San Tito a Gortina, appare nel VI secolo.

## Periodo bizantino e arabo

### Primo periodo bizantino
Dopo la fondazione di Costantinopoli nel 330 d.C. e la divisione dell'Impero, Creta passò sotto l'Impero romano d'Oriente (probabilmente sotto Teodosio il Grande, 395 d.C.) e venne governata da uno stratega bizantino. Le fonti relative a questo periodo sono scarse, dato che Creta, come altre province occidentali considerate periferie del mondo greco, riceve poca attenzione dai cronisti bizantini. Questa marginalità può probabilmente spiegare l'assenza di vescovi cretesi al primo concilio di Nicea nel 325, dove sono invece rappresentate isole più piccole come Coo, Rodi o Chio.
Fino dalla riorganizzazione dell'Impero operata da Diocleziano nel 285, Creta era stata separata dalla Cirenaica e annessa alla diocesi della Mesia. Più tardi, Costantino il Grande la trasferisce alla diocesi di Macedonia, e durante il VII e VIII secolo l'isola è governata da un arconte nominato da Costantinopoli.
Verso il 732, Leone III Isaurico riporta definitivamente Creta sotto il controllo della Chiesa di Costantinopoli. Questo avviene nel pieno della crisi iconoclasta che interessa anche Creta, sino allora favorevole alla venerazione delle icone.
Nel suo Synecdemus, scritto sotto Giustiniano I, l'autore bizantino Hierocle indica in ventidue il numero delle città di creta in quel periodo. Su questa base lo storico Theocharis Detorakis stima la popolazione dell'isola a circa 25 000 abitanti.
Nel corso di questo primo periodo bizantino, l'isola è teatro di numerose incursioni e catastrofi naturali. Il 9 luglio del 365, un terremoto seguito da uno tsunami distrugge numerose città. Nel 415 Gortina è a sua volta distrutta da un sisma. Dopo una prima incursione dei Vandali nel 457, gli Slavi che avevano cercato di prendere Tessalonica verso il 597 prima di irrompere attraverso la Tessaglia e la Grecia centrale verso il Peloponneso e le isole, invadono Creta nel 623. Sono poi sconfitti e sottomessi da Bisanzio, ma a partire dalla seconda metà del VII secolo è la minaccia araba a destabilizzare l'isola. Pirati arabi saccheggiano le coste cretesi nel 656, 671, e 674, e poi in ripetute occasioni all'inizio dell'VIII secolo. Lacroix ritiene che già nel 715 gli Arabi si fossero impadroniti di una parte dell'isola, obbligando la popolazione sia greca sia slava a cercare rifugio sulle montagne.

### La dominazione araba

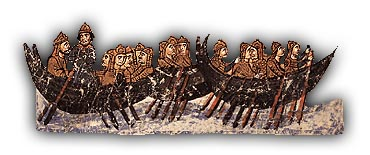
La flotta araba in rotta verso Creta (manoscritto Scilitze)

La storia della conquista araba di Creta inizia in Andalusia al principio del IX secolo. Nell'813, gruppi musulmani andalusi si sollevano contro l'emiro Al-Hakam I: sconfitti, devono lasciare la Spagna e trovano rifugio in Egitto dove approfittano di una crisi politica per impadronirsi di Alessandria d'Egitto (818-819) dalla quale sono poi però costretti a partire. Puntano allora su Creta, una scelta forse guidata dagli Egiziani che hanno sempre mantenuto viva l'attenzione per l'isola. Nel corso del 824, Abou Hafs avrebbe operato una ricognizione a Creta, accompagnata da saccheggi, prima di guidarne l'occupazione nell'825. Colpiti dalla bellezza dell'isola, dal clima favorevole e dalla fertilità del suolo gli Arabi decidono di consolidare il loro dominio sull'isola. Abou Hafs avrebbe creduto di individuare in Creta la «terra deliziosa dove scorrono latte e miele» che Maometto promette ai suoi fedeli. La conquista araba è favorita da una crisi politica interna all'Impero bizantino, che non interviene in tempo per assicurare la difesa dell'isola.
Gli Arabi fondano sulla costa settentrionale dell'isola una nuova capitale, che fortificano circondandola di un profondo fossato. Proprio da quest'ultimo la città prende il nome di Handaka che significa “trincea” in arabo e che diventa più tardi Candia, nome che definirà anche l'isola nel suo insieme. Creta diventa un emirato largamente indipendente dalle altre regioni arabe e si trasforma in principato ereditario.
L'emirato prospera economicamente grazie anche all'oppressione delle popolazioni locali e alla pirateria. Gli Arabi danno impulso all'economia dell'isola sviluppando la coltura della canna da zucchero, del cotone e del gelso. I Cretesi sono sottoposti a un regime molto severo. La popolazione, soggetta a una doppia tassazione capitaria, il Kharāj, abbandona le pianure che si spopolano a favore delle zone montane dove si moltiplicano villaggi e fattorie isolate, nascoste nelle valli o sugli altopiani.
Per la Chiesa ortodossa l'evento più importante è il martirio di Cirillo, vescovo di Gortina, al momento dell'invasione. Le fonti greche e arabe non permettono di capire se gli Arabi siano stati in qualche misura tolleranti –come in Spagna- verso i Cristiani e i loro luoghi di culto. Le conversioni all'Islam furono probabilmente poche e certamente non obbligatorie, anche perché non interessanti per gli Arabi sotto il profilo finanziario.
Durante il secolo e mezzo di dominazione araba, Creta torna a essere la base di bande di pirati. Per tutto il IX e X secolo i saraceni di Creta fanno scorrerie verso Lesbo, la penisola del Monte Athos (862), nella penisola calcidica (866), le coste adriatiche (872-873), e saccheggiano Tessalonica nel 904. L'isola costituisce per un secolo e mezzo il punto d'appoggio più importante per le flotte arabe nel Mediterraneo orientale. Per i Bizantini, dunque, la riconquista di Creta non significa solo la liberazione dell'isola, ma anche la neutralizzazione della minaccia araba per le flotte mediterranee e la ripresa del controllo sulle rotte commerciali della regione.

### Secondo periodo bizantino

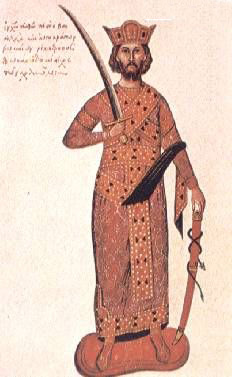
Niceforo Foca

Nel 826, l'imperatore Michele II nomina Foteino, già governatore dell'Anatolia stratega di Creta. Questi sbarca nell'isola, ma gli abitanti spossati dalle corvées alle quali sono sottoposti e numericamente ridotti, non rispondono al suo appello alla sollevazione. Un esercito di soccorso, guidato da Krateros, dopo qualche successo iniziale è sbaragliato dai Saraceni: Krateros pare essere stato catturato nei pressi di Coo e impalato.
Tra l'826 e il 949 altri tre tentativi falliscono. Nell'844, la marina e l'esercito bizantini, comandati dal logoteta Teotosto, sono sconfitti dopo un inizio promettente dagli Arabi nel Bosforo. Nel 948, Bisanzio riesce a respingere le minacce degli Ungheresi e del Rus' di Kiev sul Danubio, e può nuovamente concentrarsi su Creta. Costantino VII lancia un'offensiva su larga scala, ma ancora una volta senza risultati apprezzabili. La riconquista di Creta ha luogo nel 961, quando Niceforo Foca prende il comando della spedizione militare. La strategia di Niceforo si basa sulla superiorità numerica bizantina, sostenuta dalla flotta. Recluta soldati in tutte le regioni d'Asia e d'Europa, e aggiunge il corpo di élite della guardia, duemila dromoni (biremi) munite di fuoco greco e centinaia di navi da trasporto. Riunisce le truppe a Phygela, in Asia minore, durante l'estate del 960. Niceforo sbarca nel nord dell'isola in luglio, e marcia su Candax che subisce un lungo e duro assedio: resiste per mesi ma finisce per capitolare il 7 marzo 961. I musulmani sono sterminati e la città saccheggiata. Il resto dell'isola cede rapidamente, e le ricchezze accumulate dai pirati in più di un secolo cadono nelle mani dei Bizantini che riportano da Creta un bottino immenso. Le fonti riferiscono che sono necessarie più di 300 navi per il suo trasporto. Niceforo ne invia una parte al suo confessore, Sant'Atanasio, perché fondi un monastero dove il generale bizantino progetta di finire la propria vita. La fondazione del primo monastero del Monte Athos è proprio legata alla riconquista bizantina di Creta.
Il periodo di dominazione araba sembra aver causato una grande povertà e un crollo della natalità della popolazione cretese, ridotta a uno stato di quasi-schiavitù. Per ribaltare la situazione Niceforo riduce in schiavitù i Saraceni superstiti e fa trasferire coloni dalla Grecia, dall'Armenia e dai paesi slavi per ripopolare l'isola. Le città sono cinte da nuove fortificazioni. Fa chiudere le moschee e invia dei pope sull'isola.
Per rimpiazzare l'aristocrazia araba sconfitta, l'imperatore bizantino Alessio I Comneno trasferisce a Creta nel 1082 nuovi colonizzatori della classe militare e mercantile, scelti tra le famiglie aristocratiche più in vista dell'Impero, per dare un'impronta bizantina al ripopolamento e alla rinascita dell'isola. A queste famiglie sono assegnati grandi appezzamenti e numerosi privilegi. Esse costituiscono la nuova aristocrazia cretese che sarà alla testa delle rivolte nei secoli successivi. Grandi privilegi sono anche assegnati ai monasteri, dove l'imperatore trasferisce monaci provenienti dall'Anatolia e dalla Grecia.

## Il dominio veneziano
La quarta crociata, promossa dal papa Innocenzo III e diretta inizialmente contro l'Egitto, porta invece i Crociati a occupare e saccheggiare Costantinopoli, e l'Impero bizantino si trova diviso ed economicamente in rovina. Il conte di Fiandra è acclamato Imperatore dai Crociati. Bonifacio di Monferrato, proclamato re di Salonicco e di Macedonia, si vede assegnare anche Creta. La Repubblica di Genova e la Repubblica di Venezia, attirate dall'importanza commerciale delle isole dell'Egeo, avanzano offerte per acquistare l'isola dal nuovo re. La spuntano i veneziani nel 1204 in cambio di 1 000 marchi d'argento e di alcuni territori che avevano acquisito in Macedonia. A capo dell'isola viene posto Jacopo Tiepolo con il titolo di Duca di Candia. Venezia, tuttavia, è in questo periodo più che altro impegnata a consolidare le proprie posizioni nel Peloponneso, e non è in grado di prendere efficacemente il controllo dell'isola. Ne approfittano i Genovesi che si impadroniscono di gran parte della zona centrale dell'isola, senza particolari resistenze da parte dei Cretesi, che preferiscono accordarsi con questi nuovi padroni che sono reputati più favorevoli ai Greci rispetto ai Veneziani o ai Crociati.
Dopo un tentativo abortito nel 1206, Venezia riprende l'isola nel 1208-1209, in un momento in cui i Genovesi si trovano in difficoltà nel sostenere le loro truppe sull'isola. Nel 1212 Jacopo Tiepolo raggiunge un accordo con i Genovesi che evacuano l'isola con l'eccezione di alcune enclave che mantengono fino al 1217. Con l'eccezione di una temporanea occupazione genovese di La Canea nel 1294, il dominio veneziano su Creta durerà per quattro secoli.

### Istituzioni veneziane

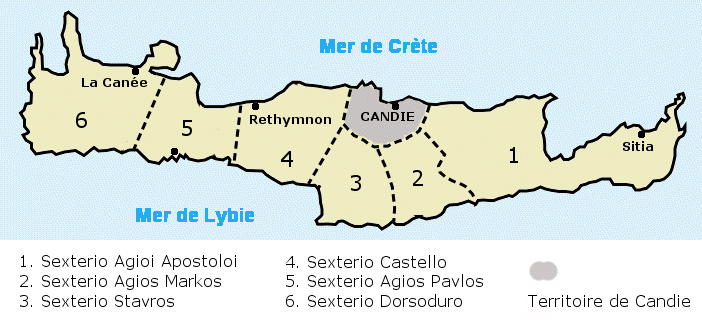
Le sei province (sexteria) veneziane di Creta nel XIII secolo

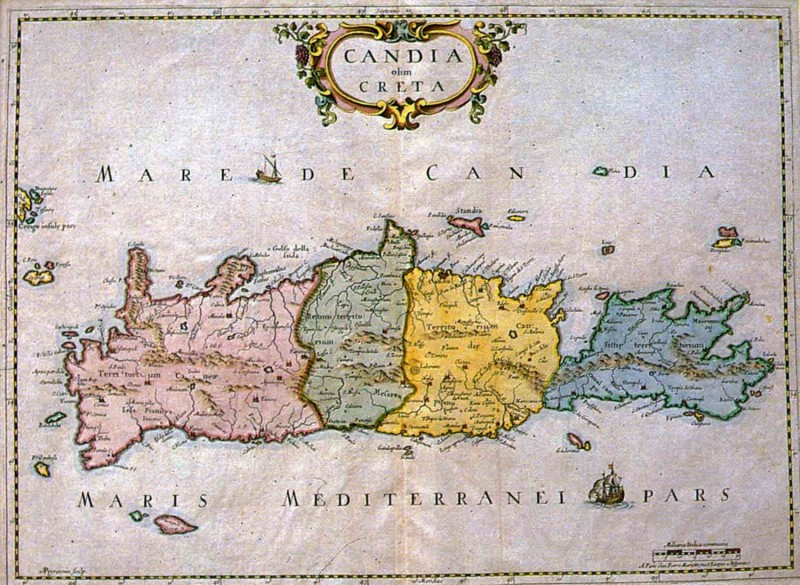
Mappa veneziana che mostra le quattro parti dell'isola a partire dal XIV secolo

Creta dipende direttamente da Venezia e costituisce una regione amministrativa specifica chiamata Regno di Candia. Dal regno dipendono anche le isole di Tino (Tine) e Citera (Cerigo). L'isola è inizialmente divisa in sei territori (o sexteria) i cui nomi corrispondono ai sei Sestieri (quartieri storici) di Venezia:
1. Sexterio di Agioi Apostoloi (Santi Apostoli o Cannaregio)
2. Sexterio Agios Markos (San Marco)
3. Sexterio Stavros (Santa Croce)
4. Sexterio di Castello
5. Sexterio Agios Pavlos (San Polo)
6. Sexterio di Dorsoduro

La città di Candia diventa proprietà diretta di Venezia (la Commune Veneciarum).
La divisione amministrativa passa a quattro territori all'inizio del XIV secolo: La Canea, Retimo, Sitia, Candia. Questi sono poi divisi in castellanie (Castelli) e in villaggi (Casali). Chandax resta la capitale con il nome di Candia.
I Veneziani subordinano l'aristocrazia locale alla loro politica, ma non la distruggono. I magistrati sono divisi in due classi: i magistrati maggiori, nominati direttamente da Venezia e appartenenti alla nobiltà veneziana, e i magistrati minori reclutati a Creta. La magistratura suprema è il Duca di Candia, nominato dal Maggior Consiglio veneziano per una durata di due anni. Con sede a Candia, è assistito da due consiglieri sempre con carica biennale. L'organizzazione dell'esercito e della difesa dell'isola sono sotto la responsabilità del “Capitano di Candia” sempre per due anni.. I due Camerlenghi (tre a partire dal 1270) hanno la responsabilità delle finanze. Il castellano di Candia, incaricato della difesa della città, è anch'esso un magistrato maggiore. Un rettore, estratto a sorte tra i quattro consiglieri di Candia, governa dal 1252 La Canea. Una organizzazione simile si instaura a Retino nel 1273 e a Sitia nel 1314.
I magistrati minori, nominati sul posto tra gli aristocratici sia veneziani sia cretesi, esercitano il potere giudiziario, regolando i conflitti tra Latini e Greci, e fungono da notai, specializzati nelle deposizioni e nelle inchieste.

### Economia e società

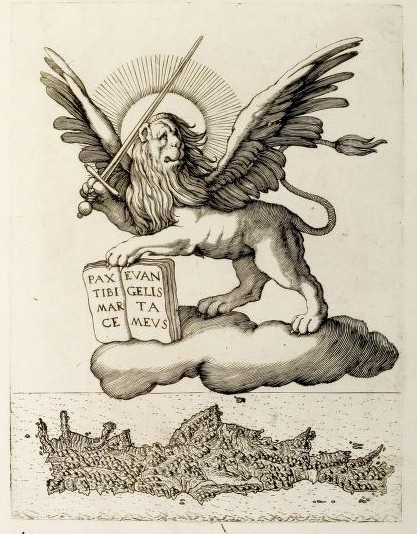
Il leone alato di San Marco, símbolo della Repubblica di Venezia, che sovrasta Creta

L'interesse di Venezia per Creta è prevalentemente strategico e commerciale. Per questo motivo all'inizio i Veneziani si installano solo nelle città maggiori. In seguito però finiscono con l'occupare l'intera isola, confiscando terre ai proprietari e ai monasteri e assegnandole a coloni italiani che invita a stabilirsi a Creta in cambio di obbligazioni militari. Così i nobili devono, in tempo di guerra, fornire un cavaliere, due scudieri, armi e cavalli compresi. I piccoli proprietari devono fornire dieci fanti.
Ogni colono riceve insieme alla terra venticinque servi, discendenti dai Saraceni sottomessi da Niceforo Foca, o dalla classe contadina greca. A poco a poco si sviluppa una nuova nobiltà cretese cattolica: i primi nobili cretesi “latini” discendono dalle prime famiglie borghesi veneziane arrivate nel XIII secolo. Col tempo, i titoli nobiliari sono concessi a Cretesi convertiti al cattolicesimo e a coloni italiani in cambio di particolari servigi resi a Venezia. Questa nuova classe raggiunge una dimensione tale da far perdere valore e prestigio ai precedenti titoli di nobiltà cretese.
Come sotto la dominazione araba, le colture sviluppate dai Veneziani hanno soprattutto un obiettivo speculativo, e privilegiano i prodotti esportabili rispetto a quelli necessari alla popolazione locale. Così godono di un forte sviluppo le colture vinicole: il vino di Retino, bollito per motivi di conservazione, si esporta fino in Polonia e in Germania oltre che a Costantinopoli. Verso il 1428 la coltura della canna da zucchero riprende vigore, prima di essere sostituita da quella del cotone. Al contrario la coltivazione dei cereali diminuisce fortemente, sia per lasciare posto a queste colture più interessanti economicamente, sia perché Venezia proibisce in certi periodi la coltivazione del grano nelle regioni più fertili, per evitare concentrazioni troppo numerose di schiavi greci negli stessi luoghi e forse per limitare le loro possibilità di vettovagliamento in caso di rivolte. Creta si ritrova quindi a dipendere dagli arrivi dei carichi di grano dal Mar Nero o dall'Egitto. Detorakis stima che la produzione annuale di grano di Creta coprisse circa il fabbisogno di soli nove mesi.
La coltura dell'olivo non sembra praticata in modo intensivo nei primi secoli di dominio veneziano. Il viaggiatore Cristoforo Buondelmonti che visita Creta nel 1415-1417 riferisce di non aver traversato un solo campo di olivi. Nel secolo successivo, tuttavia, la produzione di olio aumenta: un rapporto del 1629 indica per la provincia di La Canea una produzione di 500 000 mistata (ossia circa 3 700 000 litri) Detorakis 1994,  p. 193. 
Nei quattro secoli di presenza veneziana l'influenza “latina” è dominante nel periodo iniziale, ma si assiste poi a una ellenizzazione progressiva dei coloni veneti. Nei primi secoli di occupazione, il cattolicesimo rappresenta la linea di divisione tra le due popolazioni, ma a partire dal XVI secolo l'influenza greca si fa più importante. I matrimoni tra Veneziani e Cretesi sono frequenti, e molti veneziani adottano la fede ortodossa e la lingua greca, spesso utilizzata anche nei circoli ufficiali.

### Rivolte cretesi
La ripartizione ineguale delle terre e la pesante imposizione fiscale (viene prelevato un terzo della produzione), troppo dura anche per i coloni italiani, spiegano le numerose sollevazioni nel XIII e XIV secolo. Pierre Daru ne conta quattordici tra il 1207 e il 1365. Nel 1361, l'imposizione di una tassa per il restauro del porto di Candia provoca disordini che portano alla destituzione del duca, alla sua sostituzione con Marco Gradenigo e alla proclamazione dell'indipendenza dell'isola. Gli insorti si convertono alla religione ortodossa e trasformano la chiesa di San Marco a Candia in San Tito. Candia è ripresa nel 1364: segue una feroce repressione e molti coloni si rifugiano sulle montagne

### Rinascimento cretese

Dipinto di El Greco.

La vita intellettuale e artistica contrasta con la crisi economica e sociale: l'educazione per esempio conosce una vera fioritura durante il periodo veneziano. Durante il primo secolo di occupazione non ci sono prove per affermare l'esistenza di scuole a Creta.. Ma nel XIV secolo l'insegnamento si sviluppa con vigore, grazie alle scuole monacali che organizzano anche biblioteche. Spesso i figli delle grandi famiglie studiano in Italia, a Venezia o Padova, e riportano a Creta lo spirito e le novità del rinascimento italiano. Alcuni raggiungono posizioni di grande rilievo in campo politico o religioso: ad esempio, Petros Phylagris è il primo insegnante di greco all'università di Parigi (1378-1381), prima di diventare cardinale e infine Papa con il nome di Alessandro V. A Milano, Demetrios Damilas pubblica nel 1476 la Grammatica di Costantino Lascaris, la prima opera greca pubblicata in Europa.
In parallelo, numerosi artisti bizantini in fuga dall'avanzata ottomana si stabiliscono a Creta dove portano le mode e le tradizioni di Costantinopoli. La società cretese conosce dunque negli ultimi anni della dominazione veneziana una grande fioritura culturale, che coniuga la tradizione bizantina con il Rinascimento italiano. L'influenza italiana è evidente nella letteratura: tuttavia cresce anche una letteratura in lingua cretese, della quale l'esempio più noto è l'Erotókritos di Vikentios Kornaros. Altra figura importante della letteratura di quest'epoca è Georgios Chortatzis, autore di Erofili. Il pittore Domenikos Theotokopoulos, più noto con il nome di El Greco, nasce a Creta in questo periodo e si forma nello studio della iconografia bizantina prima di raggiungere l'Italia prima e la Spagna poi.

## Creta ottomana

### La conquista dell'isola

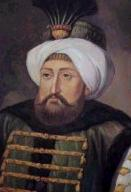
Il sultano Maometto IV. È sotto il suo regno che avviene la maggior parte della conquista di Creta

La pressione turca aumenta nel XVI secolo. Le isole egee erano state conquistate una dopo l'altra nella seconda metà del XV secolo, con l'eccezione di Rodi, di Creta, di Cipro e di qualche isola minore. Lo sforzo ottomano si rivolge soprattutto verso le frontiere con i Veneziani. Rodi cade nel 1522 mentre nel 1537, Venezia perde i suoi possedimenti in Morea, Nauplia e Malvasia. Chio soccombe nel 1556 e nel 1570, i turchi sbarcano a Cipro, che il papa Pio V tenta di salvare: una squadra navale è armata e inviata a Cipro, ma arriva quando Nicosia è già caduta. La resa di Cipro provoca viva apprensione a Creta, dove ci si attenda da un momento all'altro l'arrivo dei Turchi.
In questa fase Venezia è ormai in grado di mantenere una guarnigione di soli 4 000 uomini per tutta l'isola. È a malapena in grado di assicurare il compenso dei soldati, che svolgono lavori vari per riuscire a sopravvivere. Le fortificazioni non sono naturalmente in miglior stato, nonostante qualche sforzo di ricostruzione. La Serenissima può contare anche su una milizia civile di circa 1 400 Cretesi: la politica veneziana verso i cretesi diventa più accomodante al crescere della minaccia ottomana, e le relazioni tra occupanti occupati migliorano, ma i Veneziani sono reticenti a lasciare che i Cretesi si armino per difendere la loro isola.
Come in numerose altre occasioni, è un episodio di pirateria a servire come pretesto per l'invasione di Creta. Nel 1644, un vascello turco con a bordo un importante personaggio di corte è assalito dai Cavalieri di Malta, e il bottino venduto a La Canea. Il sultano ritiene responsabili i Veneziani, anche perché la città di Candia dà rifugio ai Cavalieri maltesi. All'inizio dell'estate 1645 350 navi lasciano Istanbul e fanno rotta su Creta. Gli Ottomani sbarcano nella parte occidentale dell'isola, presso La Canea, il 23 giugno 1645. Conquistano La Canea dopo 57 giorni di assedio e un bombardamento della città giorno e notte. Dopo una seconda campagna nel 1646 cadono Retimno, Sfakia, Sitia e altre città: nella primavera 1648 i Veneziani controllano, oltre a Candia, solo tre siti: Grabusa, Spinalonga e Suda.

### Assedio di Candia

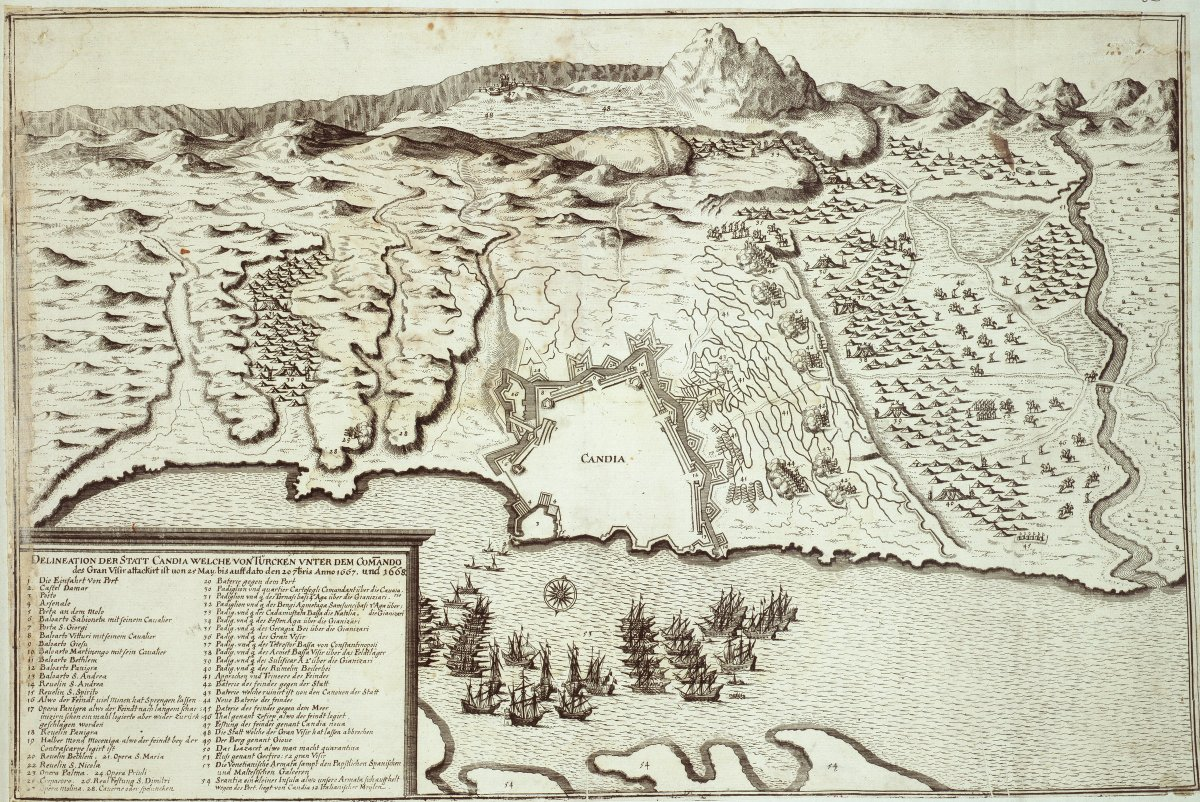
Carta che mostra Candia assediata nel 1667

Nel maggio 1648 inizia l'assedio. Condotti da Gazi Hüseyin Pascià, i Turchi installano il loro accampamento a 7 chilometri a ovest di Candia. I primi assalti, respinti dai Veneziani, hanno luogo il 2 luglio 1648. I Turchi distruggono l'acquedotto che alimenta la città e completano l'accerchiamento della città bloccando anche la strada che conduce all'interno dell'isola. Ai Veneziani assediati resta solo la via del mare.
Sostenuto da forze insufficienti (l'Impero ottomano è impegnato dalla guerra nei Balcani) l'assedio di Candia non progredisce e anzi la situazione resta bloccata per ben diciotto anni: ancora nel 1666 ci si trova a un punto morto. Nel frattempo la questione ha preso una dimensione europea: Venezia insiste invano presso le grandi potenze perché esse intervengano nel conflitto. Ma nell'agosto 1664, la pace di Eisenburg libera la Sublime porta dall'impegno nei Balcani, rendendo possibile un aumento del sostegno alle truppe su Creta. Il Gran visir Fazıl Ahmed Köprülü, vincitore dei Tedeschi e Austriaci a Neuhaüsel, prende il comando delle operazioni il 3 novembre 1666. Nella primavera 1667, 64 galere con 40 000 Turchi provenienti dal Peloponneso sbarcano a Creta. Sulla città inizia un bombardamento quotidiano. Dal 1668, rispondendo finalmente agli appelli di Venezia, diversi contingenti di truppe europee arrivano in soccorso di Candia: in novembre 600 Francesi, più tardi 2 000 soldati dal Sacro Romano Impero, 4 000 uomini del duca di Hannover, 200 dai Cavalieri Teutonici, e nel 1669 1 300 strasburghesi e bavaresi. Ma la completa assenza di coordinamento tra i comandanti e numerosi errori tattici rendono di fatto inefficace lo sforzo. Anche un massiccio intervento francese nel 1669 (6 000 soldati inviati da Luigi XIV ) fallisce.
La partenza delle truppe francesi (agosto 1669) rende inevitabile l'apertura di trattative tra il Provveditore e futuro Doge di Venezia Francesco Morosini e i Turchi, in vista della resa della città. Iniziate alla fine di agosto e protrattesi per una ventina di giorni, portano alla cessazione delle ostilità il 16 settembre 1669; i Veneziani hanno dodici giorni di tempo per evacuare, e la facoltà di portare con sé tutto quanto riescono a trasportare. Il 27 settembre, la città è praticamente deserta: una parte della popolazione si rifugia sull'isola di Dia, a breve distanza da Candia, per poi imbarcarsi verso altre isole ionie ed egee.
Il costo umano dell'assedio è rilevante. Le fonti turche parlano di 137 116 turchi uccisi nei vent'anni di assedio, tra i quali 25 000 giannizzeri e 15 pascià. La presenza veneziana si limita ormai a tre porti: Grabusa (che cadrà nel 1691), Suda e Spinalonga (presa dagli Ottomani nel 1715).

### Organizzazione amministrativa

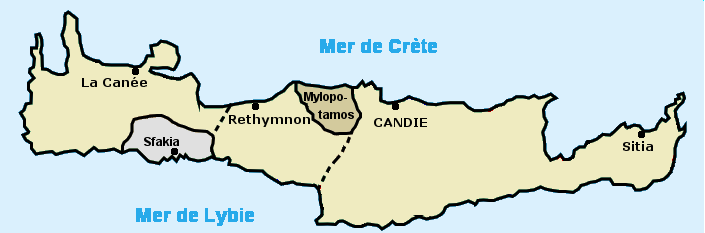
Mappa amministrativa dell'Eyalet di Creta. La regione di Milopotamo dipende in periodi successivi dal pascià di Retimno e poi da quello di Candia. La regione di Sfakia dipende direttamente dalla Mecca e da Medina a partire dal 1658.

Da più di un secolo l'Impero ottomano non si trovava a dover organizzare una nuova intera provincia. Creta è la sola isola dell'impero ad avere sufficiente importanza per essere costituita in Eyalet. Inizialmente diviso nei quattro territori definiti dai Veneziani, presto l'Eyalet dopo la fusione dei territori di Candia e Sitia risulta diviso in tre: questa struttura durerà fino al 1867.
La regione montagnosa di Sfakia era da tempo dotata di una certa indipendenza, dovuta alle difficoltà di accesso. Ricerche recenti fanno pensare che la regione sia stata offerta come feudo a un certo Gazi Hussein che l'avrebbe a sua volta donata alle città sante della Mecca e di Medina nel 1658 Detorakis 1994,  pp. 246-247. 
Fino ad allora l'Impero ottomano usava amministrare i territori di nuova conquista direttamente dall'esercito. La presenza militare ottomana si concretizza in una notevole presenza di Giannizzeri, molti dei quali reclutati tra la popolazione cretese islamizzata. A Candia si contano cinque battaglioni, ciascuno forte di 5 000 uomini e 28 caserme di giannizzeri turco-cretesi. Altrettanti giannizzeri sono acquartierati a La Canea per garantire il controllo della parte occidentale dell'isola.

### Economia e società
Tra le prime conseguenze della conquista ottomana si registra un calo della popolazione. Questa diminuisce inizialmente per effetto della lunga lotta per il possesso dell'isola, al termine della quale le città si ritrovano praticamente svuotate per l'esodo dei Veneziani. La vita urbana è assai limitata e il commercio si trova al collasso, almeno nei primi cinquant'anni di dominio turco. I dati ottomani del 1671 riguardanti le attuali Heraklion e Lassithi indicano 16 516 focolari, ossia circa 65 000 abitanti, per la parte est dell'isola. Bernard Randolph, che visita Creta nel 1687, stima la popolazione a 80 000, di cui 50 000 cristiani e 30 000 musulmani. Anche se probabilmente imprecise, queste cifre indicano una popolazione certamente scarsa. La popolazione aumenta in modo significativo all'inizio del XVIII secolo con 53 753 focolari censiti, ossia circa 200 000 persone, e arriva a 350 000 alla fine del secolo.
I Cristiani sono ridotti al rango di raïas. Esclusi dal servizio militare, sono di conseguenza costretti al pagamento del Kharāj. La giustizia è naturalmente in mano musulmana e i giudizi sono spesso sfavorevoli ai cristiani. Il peso delle tasse e il rigore degli occupanti inducono molti cristiani a convertirsi. I terreni privati dei cristiani sono confiscati e assegnati ai conquistatori che hanno il titolo di Agha. Queste terre possono essere vendute o passare di padre in figlio. L'adesione all'Islam, che comporta la recita della confessione davanti al Khadi e l'assunzione di un nome musulmano, permette ai convertiti di conservare le loro terre e le loro ricchezze.
La conversione deriva anche dai matrimoni misti. I Turchi, arrivati a Creta senza donne, si sposano e fondano nuove famiglie cretesi: apparentemente però numerosi Turchi consentono alle proprie mogli di continuare a praticare la loro religione d'origine.
Alcuni adottano per convenienza la religione musulmana ma continuano a praticare in segreto il culto ortodosso: il fenomeno di questi “cripto-cristiani” si ritrova anche in altre regioni dell'Impero ottomano.
La conquista turca segna anche un deciso declino della vita intellettuale dell'isola: molti artista cretesi fuggono per rifugiarsi in Italia e nel resto d'Europa.
La coltivazione principale sull'isola è il frumento: Creta rifornisce anche l'Eubea, Chio e Rodi. Durante la carestia nel Nord Europa del 1678, la Francia acquista frumento da Creta. La coltivazione vinícola, dato il divieto religioso, si riduce a valori trascurabili. Nel XVIII secolo, lo sviluppo dell'industria del sapone induce un rilancio della produzione di olio d'oliva: questo viene esportato a Costantinopoli e soprattutto a Marsiglia, dove l'omonimo sapone è prodotto proprio a partire da olio d'oliva.

### Rivolte cretesi

#### Creta e la rivoluzione greca del 1821
Mentre sul continente si prepara la guerra d'indipendenza, non sembra che i membri della Filikì Eterìa abbiano pianificato o fossero in grado di organizzare una vera attività rivoluzionaria in questa regione, lontana dal resto della Grecia e priva delle condizioni favorevoli a un sollevamento. Solo dopo i primi mesi dell'insurrezione e a seguito del sostegno di autorevoli personaggi locali l'Etairia diventa attiva sul territorio cretese.
I primi segni di rivolta toccano Creta poco dopo l'inizio dell'insurrezione del Peloponneso, ma sono segni deboli: la numerosa popolazione ottomana, installata nelle regioni più ricche, intimidisce i Cretesi che temono le rappresaglie, anche perché quasi privi di armi (1 200 fucili in tutta l'isola, 800 dei quali nel solo villaggio di Sphakia). La data ufficiale dell'inizio della rivoluzione a Creta è il 14 giugno 1821, giorno nel quale i Cretesi prevalgono sui Turchi presso La Canea e si riunisce la prima Assemblea dei Cretesi. I Greci riportano qualche successo durante il 1822, ma i disaccordi tra i capi impediscono una efficace organizzazione dell'insurrezione.

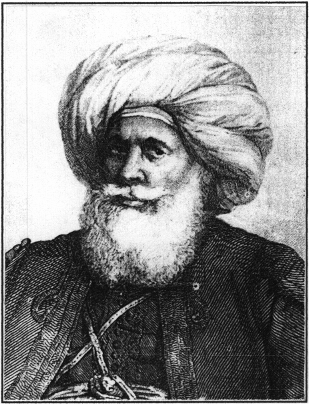
Mehmet Ali, viceré d'Egitto

Dall'11 al 21 maggio 1822, un'assemblea riunita ad Armeni vota una carta costituzionale e proclama l'unione di Creta alla Grecia. I Turchi, già impegnati contro i Greci nel Peloponneso e nel resto della Grecia, non riescono a reprimere la rivolta nell'isola e il sultano Maometto II deve fare appello al viceré d'Egitto, Mehmet Ali. Sperando di poter anche mettere le mani su un nuovo territorio, Méhémet Ali accetta d'intervenire e il 28 maggio 1822 trenta navi da guerra e ottantaquattro navi da trasporto truppe, comandate da suo genero Hassan Pacha, arrivano nella baia di Suda, ma senza ottenere grandi risultati. Nel giugno 1823, Emmanouil Tombazis sbarca nell'ovest dell'isola alla testa di una spedizione di rinforzo inviata dal continente, e ottiene qualche successo parziale. Data l'importanza dell'isola e la sua distanza dal continente, gli insorti creano una struttura di governo distinta da quella greca, basata però sui principi fondatori della Assemblea nazionale di Epidauro (22 giugno 1823). Il governo è composto da tre ministeri: guerra, economia e affari interni. Una commissione di sedici membri è incaricata degli affari giudiziari.
Il campo degli insorti è però lacerato da discordie interne e manca di coordinamento: per parte loro gli Egiziani ricevono rinforzi nell'estate 1823, permettendo a Mustapha Naili Pacha di lanciare in ottobre un'offensiva partendo da Heraklion e di ottenere una decisiva vittoria a Amuriele, riconquistando poi il centro dell'isola prima di acquartierarsi per l'inverno. In febbraio le operazioni riprendono e gli Egiziani, forti di 12 000 uomini, riprendono il controllo dell'ovest. Il nuovo comandante in capo egiziano, Hussein Bey, dichiara in aprile una amnistia generale. Numerosi capi della rivolta si consegnano, e la flotta greca evacua 10 000 persone dal villaggio di Lutro, prima dell'arrivo in aprile della flotta egiziana che blocca le rotte verso la Grecia continentale. Il numero di cretesi che lasciano l'isola nei primi mesi del 1824 è stimato a 60 000. Dalla primavera 1824 la rivoluzione a Creta sembra terminata, a parte un tentativo nel 1825 effettuato da Cretesi che avevano partecipato alle lotte nel Peloponneso.
Nel 1828, il trattato di Londra sembra imprimere una svolta agli eventi: i capi della rivolta suppongono che le regioni di lingua greca in lotta contro l'Impero ottomano faranno parte del nuovo Stato greco e si pongono l'obiettivo di mantenere Creta in uno stato di rivolta permanente che ne garantirà l'indipendenza. Ma in realtà il trattato di Adrianopoli del 1829 lascia Creta fuori dal nuovo Stato e la assegna al dominio ottomano. La Gran Bretagna si è dichiarata contraria all'indipendenza di Creta e ha operato attivamente in questo senso, malgrado le proteste dell'Assemblea cretese.. In realtà la Gran Bretagna teme che Creta possa tornare a essere una base per i pirati e che la Russia possa aumentare la propria influenza nel Mediterraneo orientale, in una fase in cui la diplomazia russa ha grande successo nei Balcani e in cui la liberazione della Grecia sembra strettamente legata ai successi militari russi contro i Turchi.

#### Dominazione egiziana
Il trattato di Adrianopoli del 1829 assegna Creta, insieme a Cipro e alla Siria, al viceré d'Egitto Mehmet Ali, come ricompensa dei servigi resi al sultano durante la rivoluzione greca. Egli nomina governatore dell'isola un compatriota albanese, Mustafa Naili Pascià. L'amministrazione egiziana è ritenuta giusta e imparziale: Mustafa si appella alla calma, dispone un'amnistia generale e invita gli emigrati a rientrare. La popolazione cristiana ritorna ad aumentare da 90 000 a 120 000 abitanti. Vengono istituiti due consigli misti, anche se la posizione minoritaria dei cristiani limita la loro possibilità di influenza. In quest'epoca vengono realizzate numerose opere pubbliche: strade, ponti, acquedotti e porti sono costruiti o restaurati, per la prima volta dalla fine del dominio veneziano.
Il coinvolgimento di Mehmet Ali in un conflitto con l'Impero ottomano e la sua sconfitta in Siria segnano la fine del dominio egiziano su Creta. Le grandi potenze, che hanno in quel momento l'obiettivo di mantenere intatto l'Impero ottomano, decidono di restituire Creta al Sultano, con la Convenzione di Londra del 3 luglio 1840. La decisione è il pretesto per una nuova rivolta cretese, che si conclude però in breve tempo e senza risultato (febbraio-aprile 1841).
La situazione interna di Creta non muta in maniera rilevante: Mustafa Pascià vi fa ritorno il 31 ottobre 1842 e vi resta fino al 1850, quando diventa Gran Vizir. La capitale dell'isola è trasferita a La Canea e Creta viene suddivisa il 23 province (Kazades).
I moti del 1848 hanno un'eco favorevole a Creta, dove però non ha luogo nessuna insurrezione di rilievo. Il 30 marzo 1856, al termine della guerra di Crimea, il trattato di Parigi obbliga il sultano ad applicare lo Hatti-Houmayoun, ossia l'eguaglianza civile e religiosa tra Cristiani e Musulmani nell'Impero. A fronte però del gran numero di conversioni al cristianesimo (soprattutto di cristiani che avevano abiurato per evitare discriminazioni), l'Impero tenta di restringere l'ambito di applicazione del trattato.

#### La grande rivolta del 1866

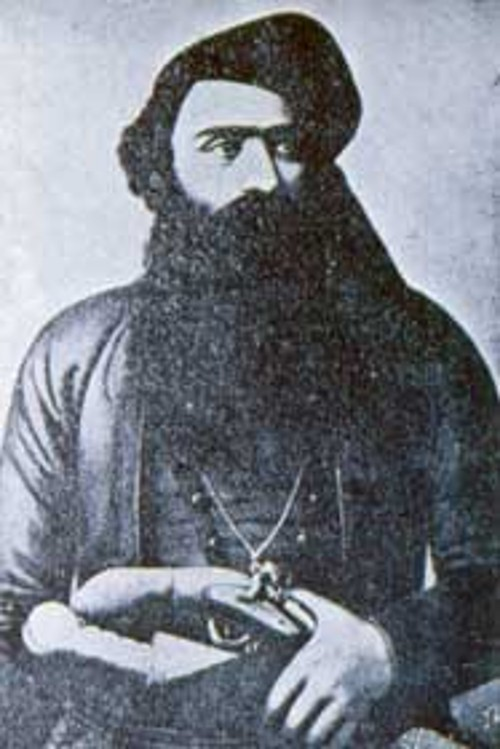
Hatzimichalis Yannaris

Due cause principali sono all'origine della sollevazione dei Greci di Creta del 1866: la reticenza delle autorità ottomane ad applicare concretamente lo Hatti-Houmayoun e l'intervento di Ismail Pascià, Chedivè (Viceré) d'Egitto e governatore di Creta dal 1861, in una questione riguardante l'organizzazione dei monasteri cretesi. Quest'ingerenza provoca reazioni violente nella popolazione cristiana di Creta, finché un'assemblea rivoluzionaria chiede, nella primavera del 1866, l'unione (Enōsis) di Creta alla Grecia. L'acme dell'insurrezione e della relativa repressione (vengono inviati a Creta 45 000 soldati) è raggiunta con l'olocausto del monastero di Arkadi nel novembre 1866: centinaia di ribelli greci, rifugiatisi nel monastero con donne e bambini, preferirono morire con le famiglie facendo esplodere un deposito di polvere da sparo, piuttosto che arrendersi. Durante il 1867 la repressione continua ma il sultano, davanti alla crescente indignazione delle opinioni pubbliche europee e alle pressioni delle Grandi Potenze, decide di puntare a una pacificazione: in settembre richiama il comandante militare, dichiara un cessate il fuoco di cinque settimane, promulga un'amnistia e invia il Gran Visir Mehmed Alì Pascià a proporre una riforma amministrativa che concede un certo numero di diritti all'elemento greco, compresa una limitata rappresentanza nell'amministrazione dell'isola, alleggerimenti fiscali e la piena equivalenza delle lingue greca e turca. Nel gennaio 1869 la Conferenza di Parigi (1869), che si svolge senza rappresentanti della Grecia, invita quest'ultima ad astenersi da qualsiasi iniziativa militare nell'isola. Creta resta al Sultano ma con uno statuto speciale basato sulla riforma del 1867.

## L'indipendenza di Creta

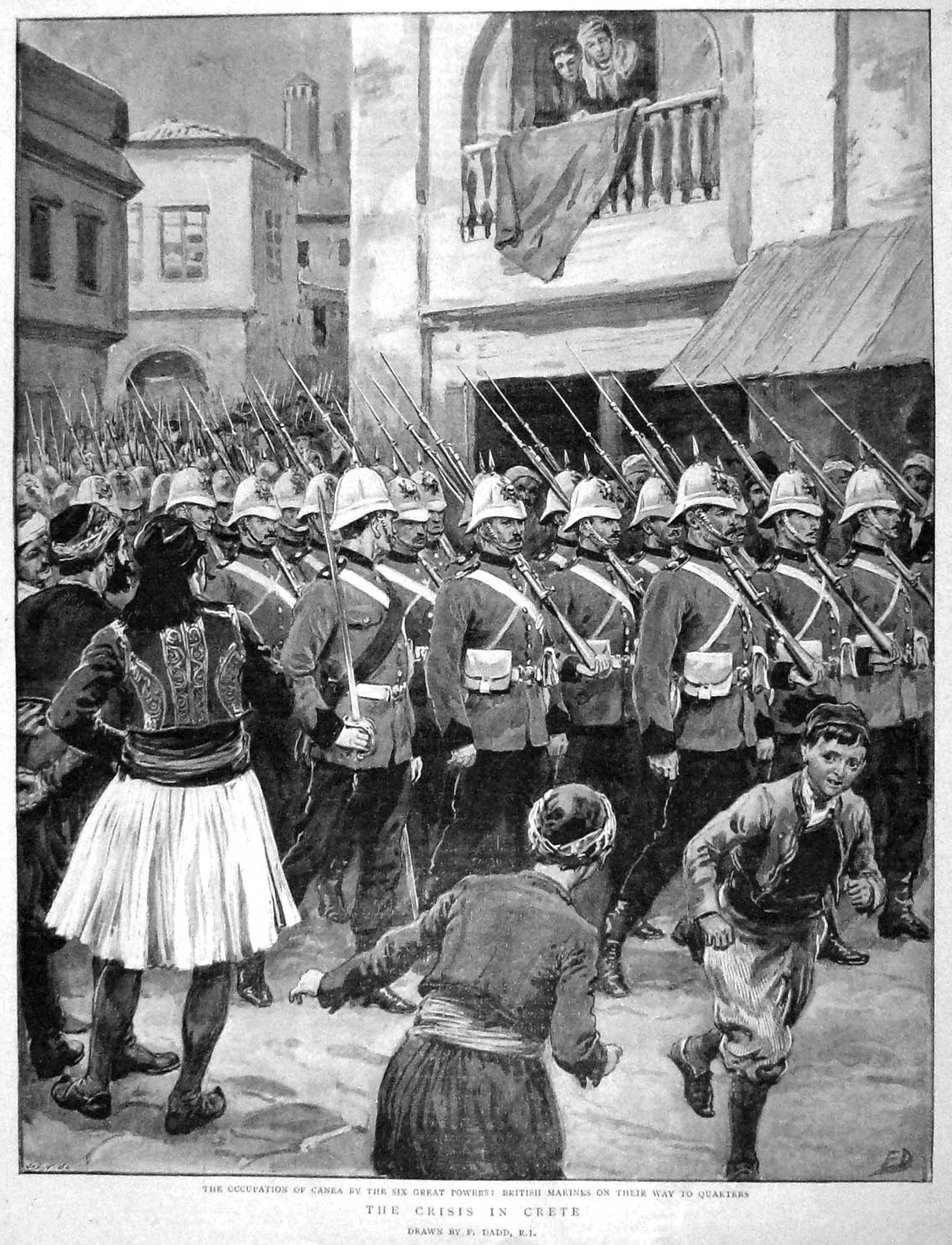
I Royal Marines sfilano a La Canea durante l'occupazione di Creta da parte delle potenze europee

Nel 1895 la pressione dell'opinione pubblica internazionale nei confronti dell'Impero turco cresce dopo l'orrore per il massacro degli Armeni in Anatolia nel 1895. Le potenze europee si interessano di nuovo anche di Creta: come dimostrazione di buona volontà il sultano sostituisce il governatore di Creta con un cristiano, Aléxandros Karatheodorís. I turchi di Creta, contrari a questa nomina, scatenano massacri di cristiani per costringere Karatheodorís a dimettersi. Come reazione, si costituisce un'assemblea rivoluzionaria con il sostegno del console greco.
La tensione aumenta con i disordini e le violenze perpetrate dai Turchi. L'11 maggio del 1896 i cristiani della Canea e dei dintorni sono massacrati, e incidenti avvengono anche a Heraklion. Questi eventi portano a un intervento delle Grandi Potenze che accentuano la pressione sul sultano: i consoli europei propongono una nuova costituzione che prevede la nomina di un governatore cristiano per cinque anni, una ripartizione dei posti pubblici favorevole ai cristiani e l'affidamento del comando della gendarmeria cretese a ufficiali europei. All'isola deve essere accordata una piena indipendenza economica e giudiziaria, sotto la protezione delle Grandi Potenze.
La tensione si attenua per qualche tempo, ma torna a crescere per la lentezza con la quale la nuova costituzione viene messa in pratica dal governo ottomano. Nel gennaio 1897 i massacri riprendono, la residenza vescovile della Canea è incendiata insieme al quartiere cristiano.
Questi nuovi massacri portano all'intervento della Grecia che occupa l'isola e ne proclama l'unione alla Grecia il 1º febbraio 1897. L'Impero ottomano chiede allora l'intervento della Grandi Potenze: Francia, Gran Bretagna, Italia, Russia e Austria-Ungheria inviano navi da guerra e sbarcano contingenti a La Canea, Heraklion, Retimno e Sitia  Tulard 1979,  p. 116.  Le potenze europee si rifiutano di riconoscere l'annessione alla Grecia e inviano a questa un ultimatum che richiede il ritiro delle sue truppe, proponendo l'autonomia dell'isola (17 febbraio 1897). La Grecia rifiuta la proposta come anche quella della costituzione di un principato autonomo.

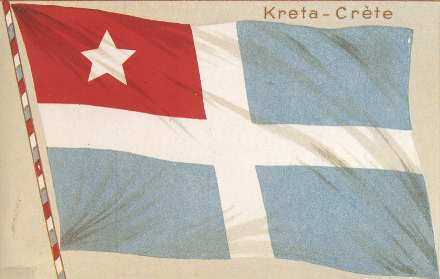
Bandiera di Creta autonoma

In aprile, però, la guerra che scoppia tra Grecia e Turchia costringe la Grecia a ritirare le truppe per impiegarle sul continente. Sconfitti dall'esercito turco addestrato dai Tedeschi, i Greci chiedono la mediazione delle Grandi Potenze. La speranza dell'unione con la Grecia sembra svanire e i cretesi non hanno altra scelta se non accettare l'autonomia.
Creta resta quindi sotto sovranità turca, ma per intanto le Grandi Potenze non l'abbandonano: Germania e Austria ritirano le proprie truppe e si disinteressano della questione cretese a causa del loro crescente interesse per un accordo con la Turchia, ma Gran Bretagna, Francia, Russia e Italia mantengono i loro contingenti per restaurare l'ordine e garantire l'applicazione delle riforme. Le potenze dividono l'isola in quattro parti che esse amministrano separatamente, mentre la capitale La Canea ha amministrazione congiunta. Questo governo di un consiglio di quattro ammiragli europei è riconosciuto dall'assemblea cretese  Tulard 1979,  p. 116.  Il 26 novembre 1898 le potenze propongono come governatore di Creta il principe Giorgio di Grecia, figlio del re greco.

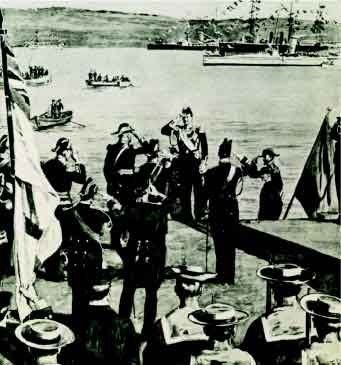
Arrivo del principe Giorgio a Suda, 9 dicembre 1898

L'amministrazione dell'isola è affidata, in attesa dell'arrivo del principe, a un consiglio esecutivo di cui fa parte Eleftherios Venizelos. In questo periodo ha luogo l'ultimo e tragico evento legato alla presenza ottomana. Il 25 agosto 1898 una sommossa musulmana porta al massacro di centinaia di cristiani, di 17 soldati britannici e dello stesso console britannico a Creta. Gli inglesi reagiscono impiccando diciassette turchi cretesi ritenuti i promotori dei disordini. Ai soldati turchi viene chiesto di lasciare l'isola, e l'ultimo soldato turco si imbarca il 2 novembre 1898. Il principe Giorgio arriva il 9 dicembre, la Potenze tolgono il blocco navale e sull'isola resta solo qualche contingente europeo. Numerosi cretesi musulmani lasciano l'isola: il censimento del 1900 stima la popolazione musulmana a un nono della popolazione, mentre nel 1881 era un terzo.
Il governo del principe Giorgio elabora la prima costituzione dell'isola: si organizzano elezioni che designano 138 deputati cristiani e 50 musulmani. Del 1898 al 1904 Creta conosce finalmente un periodo di pace, anche se permangono dissidi riguardo al futuro dell'isola  Tulard 1979,  p. 116. 
Nella primavera 1905 scoppia una rivolta contro il governo, condotta da Eleftherios Venizelos che denuncia la corruzione dell'entourage del principe Giorgio. Quest'ultimo è costretto a rinunciare alle sue funzioni ed è sostituito da Alexandre Zaimis, già presidente del consiglio ellenico. Zaimis non arriva al termine del suo mandato quinquennale: nel 1908, una commissione che lo ha detronizzato durante una sua assenza proclama l'Enōsis alla Grecia il 10 ottobre 1908. L'unione è però nuovamente respinta sotto la pressione della Gran Bretagna, in cambio dell'evacuazione delle truppe europee Creta ottiene quindi una indipendenza di fatto, benché resti in linea teorica ancora sotto sovranità turca.
Il periodo dell'indipendenza è molto fruttuoso in ogni campo della vita economica e intellettuale: si realizzano numerose infrastrutture e si costruiscono edifici pubblici e privati. A Retimno, ad esempio, la fioritura intellettuale è testimoniata dall'apertura di vari cinema e teatri.

### L'Enosis
Approfittando dei disordini interni in Turchia nel 1908, i Cretesi proclamano nuovamente l'unione alla Grecia, un atto che sarà riconosciuto a livello internazionale solo nel 1913. In un primo tempo lo stesso Regno di Grecia si rifiuta di riconoscere l'unione, per timore di rappresaglie da parte delle Grandi Potenze, che si erano a lungo dichiarate contrarie. L'isola è quindi retta da una serie di governi provvisori, formati da Cretesi (tra i quali Eleutherios Venizelos fino al 1910).
Con il trattato di Bucarest del 1913, che pone fine alla seconda guerra balcanica, il sultano Mehmet V rinuncia ai propri diritti sull'isola, e il 1º dicembre la bandiera greca è issata sulla fortezza della Canea (divenuta capitale) alla presenza del re Costantino I di Grecia e di Eleutherios Venizelos. Nello stesso luogo viene posta una targa di marmo con la seguente iscrizione:
Il primo governatore greco è l'ex primo ministro Stephanos Dragoumis.

## Creta all'interno della Grecia

### Economia e società nei primi anni dell'unione
Secondo uno studio del 1928 dello storico Detorakis, Creta gode di una prosperità maggiore della maggior parte delle altre regioni greche: in particolare le esportazioni superano largamente le importazioni.
L'economia locale è basata essenzialmente sulla coltivazione dell'olivo: 80 000 ettari di oliveti forniscono 25 000 tonnellate d'olio. Segue la produzione di vino, intorno a Heraklion e a La Canea. Le altre coltivazioni presenti in modo significativo sono le mandorle, gli agrumi, le noci e il tabacco.
L'allevamento si sviluppa rapidamente e così la produzione di formaggi.
Anche l'industria fa la sua comparsa sull'isola in misura crescente. Alle attività tradizionali come la fabbricazione del sapone a Heraklion, sorgono piccoli impianti di trasformazione dell'uva e degli agrumi. Tuttavia nel 1928 l'industria cretese rappresenta solo il 2% di quella del Regno di Grecia ( Tulard 1979,  p. 123. ).

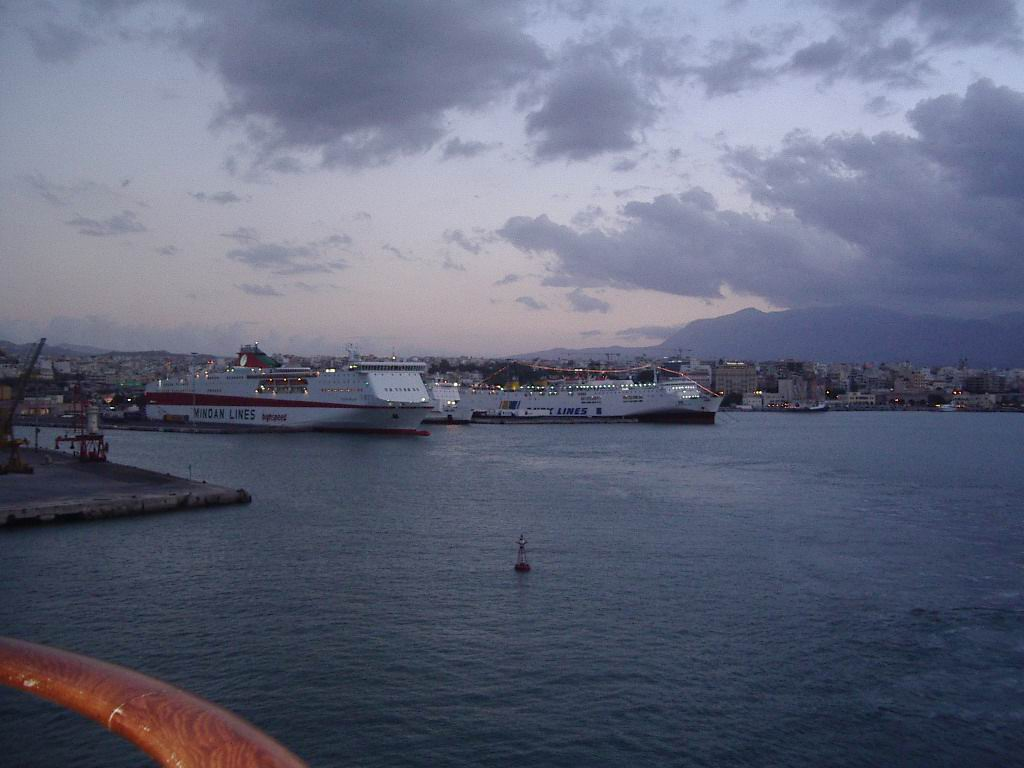
ll nuovo porto di Heraklion

Vengono intraprese grandi opere pubbliche, in particolare il nuovo porto di Heraklion - in grado di accogliere navi di grande stazza - e due nuovi aeroporti a Maléme e a Heraklion ( Detorakis 1994,  p. 431. ).
Negli anni 1910 Creta è un bastione del Venizelismo Detorakis 1994,  p. 430.  Nel 1915, Eleutherios Venizelos si oppone al re Costantino I di Grecia che intendeva schierare il Paese a fianco di Austria e Germania nella prima guerra mondiale propugnando invece l'entrata in guerra dalla parte della Triplice Intesa. L'isola sostiene Venizelos quando questi forma un Governo di difesa nazionale con base a Salonicco e prende il controllo della Grecia settentrionale per poi entrare in guerra a fianco degli Alleati.
La sconfitta contro la Turchia nel 1922 provoca un afflusso di profughi greci dall'Asia Minore. Creta accoglie numerosi rifugiati soprattutto dalla regione di Smirne, che si installano nella regione di Herraklion. Il trattato di Losanna del 1923 impone uno scambio di popolazioni tra i due paesi: la popolazione turca dell'isola, di circa 30 000 persone, viene evacuata  Detorakis 1994,  p. 432.  Le loro terre sono redistribuite ai Cretesi. I 33 900 rifugiati dall'Asia Minore, che erano per la maggior parte commercianti o piccoli proprietari con un buon tenore di vita, si ritrovano privati di tutto e finiscono a lavorare come operai agricoli al servizio dei 17 000 cretesi che hanno ricevuto i 10 000 ettari confiscati ai turchi. Secondo i dati del 1928, i rifugiati venuti dall'Asia Minore e dalla Tracia orientale superano in certe zone il 10% della popolazione formando però un proletariato sfruttato ma ben istruito e colto, il che porta a tensioni. Questo accade nei demos de la Canea, di Retimno e di Pirgo; la cifra per Heraklion sale al 20%.
La popolazione dell'isola comunque aumenta: il censimento del 1928 indica 386 427 abitanti contro i 336 151 del 1913. E dopo vari secoli di presenza ottomana l'isola si ritrova quasi esclusivamente greco-ortodossa, a parte qualche comunità di ebrei e armeni concentrata nelle città  Detorakis 1994,  p. 433. 
Alla fine degli anni 1930 il Regno di Grecia è governato dal regime dittatoriale del generale Ioannis Metaxas. Il 28 luglio 1938 un gruppo di ufficiali e e di ex funzionari politici prende il controllo della stazione radio de La Canea e rivolgono un appello al re Giorgio III e all'esercito perché rovescino il regime in carica. L'azione si svolge nel quadro di un progetto più ampio organizzato da Emmanouil Tsouderos, allora governatore della Banca di Grecia. Unità della marina greca sono inviate a Creta e la ribellione è schiacciata in poche ore. I dirigenti catturati sono condannati al carcere o all'esilio sulle isole Cicladi. Quelli che riescono a fuggire a Cipro sono condannati a morte in contumacia Detorakis 1994,  p. 434. 

### Creta nella seconda guerra mondiale

#### La Grecia invasa

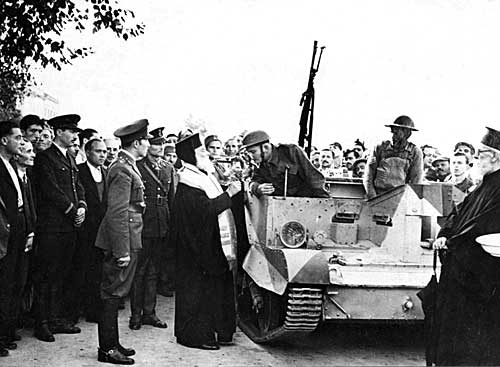
Un pope cretese benedice soldati britannici a Creta prima del loro imbarco verso la Grecia

Nel 1939, il Regno Unito garantisce un sostegno militare alla Grecia nel caso di minacce alla sua integrità territoriale. L'interesse principale della Gran Bretagna è evitare che Creta, considerata una difesa naturale dell'Egitto e dunque del Canale di Suez, possa cadere in mani nemiche  Van Creveld 1972,  p. 67.  Le truppe britanniche sbarcano a Creta con il consenso del governo greco a partire dal 3 novembre 1940, con l'obiettivo di permettere alla Quinta divisione greca, di stanza a Creta, di schierarsi sul fronte albanese.
L'invasione della Grecia continentale da parte delle truppe dell'Asse inizia il 6 aprile 1941 e si conclude in poche settimane, nonostante l'intervento degli eserciti del Commonwealth a fianco della Grecia. Il re Giorgio II e il governo di Emmanouil Tsouderos sono costretti alla fuga e si rifugiano a Creta il 23 aprile. Sempre a Creta si rifugiano le truppe britanniche dopo aver lasciato l'Attica e il Peloponneso, per organizzare un nuovo fronte di resistenza.

#### Battaglia di Creta

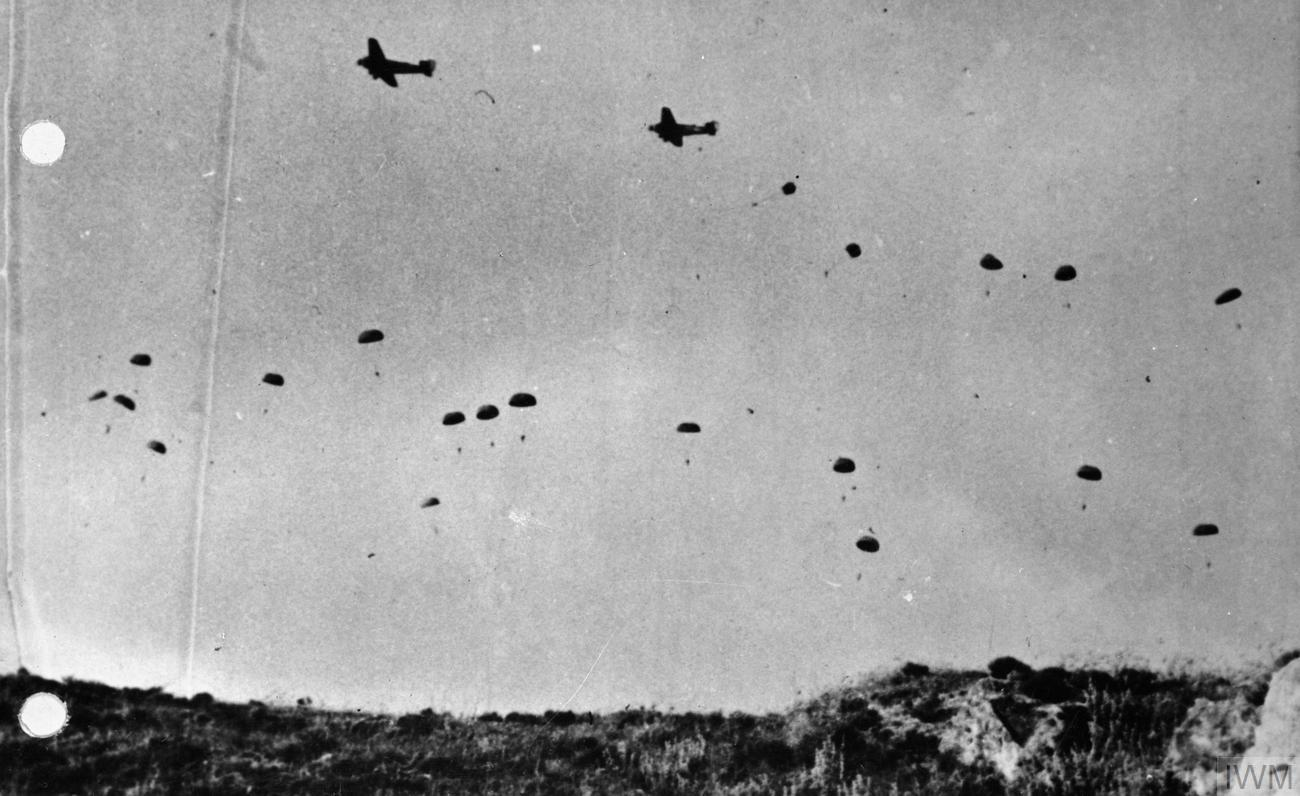
Paracadutisti tedeschi su Creta

Dopo la conquista della Grecia continentale la Germania punta su Creta, ultimo obiettivo della campagna dei Balcani. Al mattino del 20 maggio 1941, 17 000 paracadutisti al comando del generale Kurt Student sono lanciati sui tre aeroporti di Maleme, Heraklion e Retimno. L'obiettivo strategico è di assicurarsi il controllo degli aeroporti per permettere l'afflusso di rinforzi aerotrasportati, dato che la Royal Navy e la marina greca controllano le acque circostanti e impediscono qualunque sbarco in forza.
All'inizio la resistenza greca e delle truppe del Commonwealth mette in difficoltà i tedeschi, che dopo una giornata di combattimenti non hanno conquistato nessuno degli obiettivi e hanno perso più di 4 000 uomini  Bailey 1979,  p. 54.  Ma il giorno seguente, per errori e difetti di comunicazione da parte alleata, l'aeroporto di Maleme cade in mano tedesca. A questo punto i rinforzi tedeschi arrivano a migliaia, nonostante due convogli navali siano costretti alla ritirata dalle navi inglesi, e si assicurano il controllo della parte occidentale. Dopo una settimana di combattimenti gli inglesi devono ammettere che la battaglia è perduta  Clark 2002,  p. 166.  Il 1º giugno lo sgombero degli alleati è completo e Creta è sotto il controllo totale dei tedeschi. Le forti perdite tra i paracadutisti provocano il divieto, da parte di Hitler, di qualunque futura azione aerotrasportata: il generale Kurt Student definisce Creta «il cimitero dei paracadutisti tedeschi» e una «vittoria disastrosa» Beevor 1992,  p. 231. 

#### Occupazione e resistenza
Le truppe tedesche puniscono con ferocia la resistenza alla loro conquista dell'isola, iniziando con la distruzione del villaggio di Kandanios (che aveva valorosamente resistito ai tedeschi) presso La Canea il 3 giugno 1941. I primi gruppi partigiani si formano già da questi giorni sulle montagne e iniziano una campagna di sabotaggi, appoggiati dai servizi inglesi. Le rappresaglie tedesche sono numerose e pesanti: il 3 giugno 1942 sessantadue ostaggi presi tra i notabili di Heraklion sono fucilati all'aeroporto, e il 3 settembre il capo del comitato di resistenza cretese, il maggiore Alexandros Rautopoulos, è torturato e giustiziato. Nel settembre 1943 scoppia un combattimento tra le truppe di occupazione e i resistenti, comandati dal «capetan» Bantouvas, nella regione di Syme: ottantatré soldati tedeschi restano uccisi e tredici cadono prigionieri. Per rappresaglia vengono rasi al suolo undici villaggi, e 352 uomini sono fucilati. L'intervento di Eugenios Psalidakes, futuro arcivescovo dell'isola, riesce a salvare altri 400 condannati. Il 4 maggio 1944 le truppe tedesche distruggono il villaggio di Saktouria e uccidono tutti gli uomini di più di quindici anni. Nel 1945 la guarnigione tedesca, raggruppatasi a La Canea, si rifiuta di arrendersi ai greci per timore di vendette, e si consegna agli inglesi solo il 12 maggio 1945  Hellenic Army General Staff 1998,  p. 160. 
La guerra civile greca, che devasta il paese alla fine della guerra, risparmia tutte le isole e in particolare Creta, dove la ricostruzione avviene in un clima più sereno che nel resto del paese. L'emigrazione è comunque rilevante: vengono da Creta il 9% dei nuovi ateniesi, come il 56% degli emigrati greci in Germania.  Tulard 1979,  p. 124. 

#### Creta contemporanea

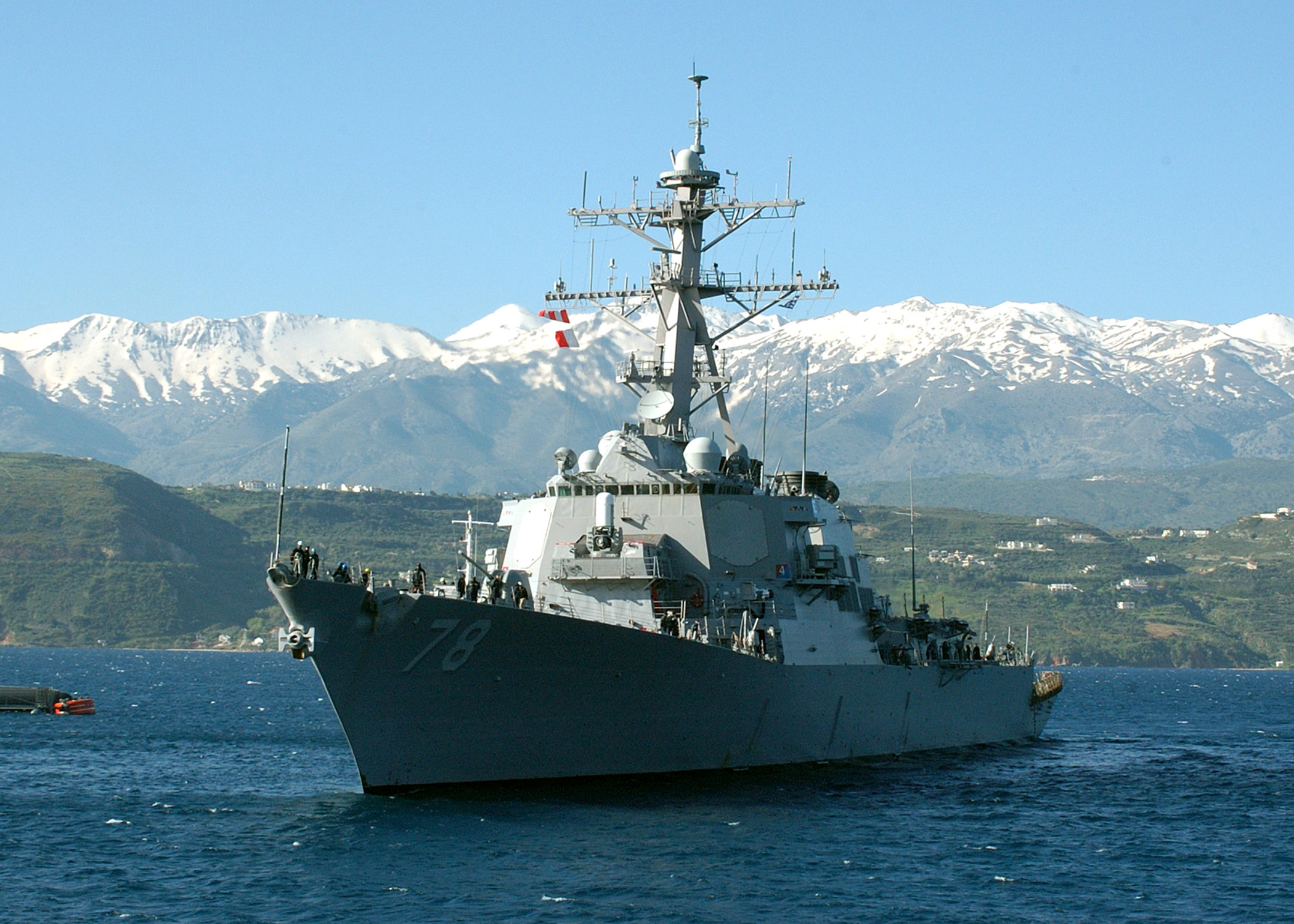
Il cacciatorpediniere americano USS Porter nella baia di Suda (aprile 2006)

Anche nella seconda metà del XX secolo la posizione strategica di Creta attira l'interesse delle grandi potenze. Gli Stati Uniti, nell'intento di migliorare il controllo sull'Europa orientale e il Medio Oriente, aprono basi militari in Grecia tra le quali quella di Gournes e Souda a Creta (1969). La Dittatura dei colonnelli negli anni 1970 provoca malcontento nella popolazione, tanto da portare nel 1974 la maggioranza schiacciante dei cretesi (il 90%) a votare per la restaurazione della Repubblica parlamentare: nel 1981, una grande manifestazione con il sostegno del sindaco e del vescovo di Heraklion blocca il porto di Suda, come protesta verso la presenza americana. Nel 1985, Andreas Papandreou, Primo ministro greco, promette la chiusura di tutte le basi americane prima del 1988. Quella di Gournes chiude nel 1993, ma quella di Suda è tuttora in funzione.

### Fonti antiche
- Aristotele, Politica
- Erodoto, “Storie”, Libro III - Talia
- Omero, L'Iliade (Wikisource)
- Platone, Le Leggi
- Strabone, Geografia (Wikisource)
- Tucidide, Storia della Guerra del Peloponneso (EN)  History of the Peloponnesian War Wikisource
- Senofonte, Anabasi
- Atti degli Apostoli
- Paulo di Tarso, Epistola a Tito
- (EN)  E. W. Brooks, « The Arab Occupation of Crete », The English Historical Review, Vol. 28, numero 111, luglio 1913).
- (FR)  Pierre Daru, Histoire de la République de Venise, F. Didot Frères, 1821
- (FR)  Johann Gustav Droysen, Histoire de l'Hellénisme, (édition originale 1883), Robert Laffont, 2003 ISBN 2-221-08758-5
- (FR) Louis Lacroix, Îles de la Grèce, Parigi, Firmin Didot, 1978  [1853], ISBN 2-7196-0012-1.

### Opere recenti
- (EN) Hellenic Army General Staff, An Index of Events in the military History of the Greek Nation, a cura di Army History Directorate, 1998, ISBN 960-7897-27-7.
- (EN) Robert H. Bailey, Partisans and Guerrillas (World War II), a cura di Time Life UK, 1979, ISBN 0-8094-2490-8.
- (EN) Antony Beevor, Crete: The Battle and the Resistance, a cura di Penguin Books, 1992, ISBN 0-14-016787-0.
- (FR)  Fernand Braudel, Mémoires de la Méditerranée, 1998 (ISBN 2-7441-2834-1).
- (EN) Christopher Buckley, Greece and Crete 1941, Athènes, Efstathiadis, 1984, ISBN 960-226-041-6.
- (EN) Alan Clark, The Fall of Crete, Cassel, 2002, ISBN 0-304-35348-5.
- (EN) Theocharis E. Detorakis, History of Crete, Heraklion, Mystys, 1994, ISBN 960-220-712-4.
- (EN) Molly Greene, Christians and Muslims in the Early Modern Mediterranean, in Shared World, Princeton University Press, 2002, ISBN 978-0-691-09542-4.
- (EN) Paul Hetherington, Guide to the Byzantine and Medieval Buildings and their Art, in The Greek Islands, Londra, Quiller Press, 2001, ISBN 1-899163-68-9.
- (FR)  Kariphilaki I., Karataraki L., Kephaloyanni Z., Crète (Guide touristique), Marmataki frères, La Canée.
- (FR)  Claude Lepelley, Rome et l'intégration de l'Empire, t.2 Approches régionales du Haut-Empire romain, Nouvelle Clio ISBN 2-13-048711-4.
- (FR)  Raoul Lonis, La Cité dans le monde grec, Armand Colin, 2ª edizione, 2000 (ISBN 2091908908)
- (FR)  Dimitris Michalopoulos, La Révolution grecque de 1862 et l'insurrection crétoise de 1866. Conséquences politiques et complications diplomatiques, Istanbul: Isis, 2016 ISBN 978-975-428-560-4
- (EN)  George C. Miles, Byzantium and the Arabs: Relations in Crete and the Aegean Area, in Dumbarton Oaks Papers, Vol. 18., 1964.
- Georges Ostrogorsky, Storia dell’Impero bizantino, Torino, Einaudi, 1993  [1963], ISBN 88-06-13178-8.
- (FR)  Michel Sivignon, Atlas de la Grèce, La Documentation Française, 2003 (ISBN 2110053771).
- (FR)  (FR) Nicolas Svoronos, Histoire de la Grèce moderne, Parigi, Presses universitaires de France, 1964.
- (FR)  (FR) Jean Tulard, Histoire de la Crète, Parigi, PUF, 1979, ISBN 2-13-036274-5.
- (EN) Martin van Creveld, In the Shadow of Barbarossa : Germany and Albania. January-March 1941 », in Journal of Contemporary History, vol. 7, n. 3-4, luglio 1972,  pp. 221-230, DOI:10.1177/002200947200700313.
- (FR) Adonis Vassilakis, La Crète minoenne, Atene, Adam, 2000, ISBN 960-500-344-9.
- (EN) Ronald F. Willetts, The Civilization of Ancient Crete, Londra, Phoenix Press, 2004, ISBN 978-1-84212-746-9.
- (EN) C. M. Woodhouse, Modern Greece, Faber et Faber, 1999, ISBN 0-571-19794-9.
- (EN)  James Baikie, The Sea-kings of Crete, Echo Library, 2007 ISBN 978-1-4068-1051-6
- (FR)  Pierre Brûlé, La Piraterie crétoise hellénistique, Belles Lettres, 1978
- (EN)  Sally McKee, Uncommon Dominion: Venetian Crete and the Myth of Ethnic Homogeneity, University of Pennsylvania Press, 2000 ISBN 978-0812235623